# Provincia della Spezia
La provincia della Spezia è una provincia italiana della Liguria, geograficamente la più orientale della regione, con capoluogo La Spezia e 214 805 abitanti. Confina a ovest con la città metropolitana di Genova, a nord con l'Emilia-Romagna (provincia di Parma), a est con la Toscana (provincia di Massa-Carrara), mentre a sud è bagnata dal mar Ligure.

## Geografia fisica

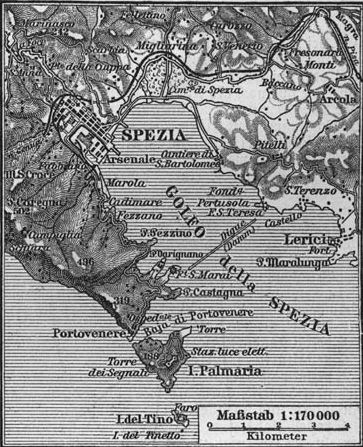
Il Golfo della Spezia in una carta d'epoca

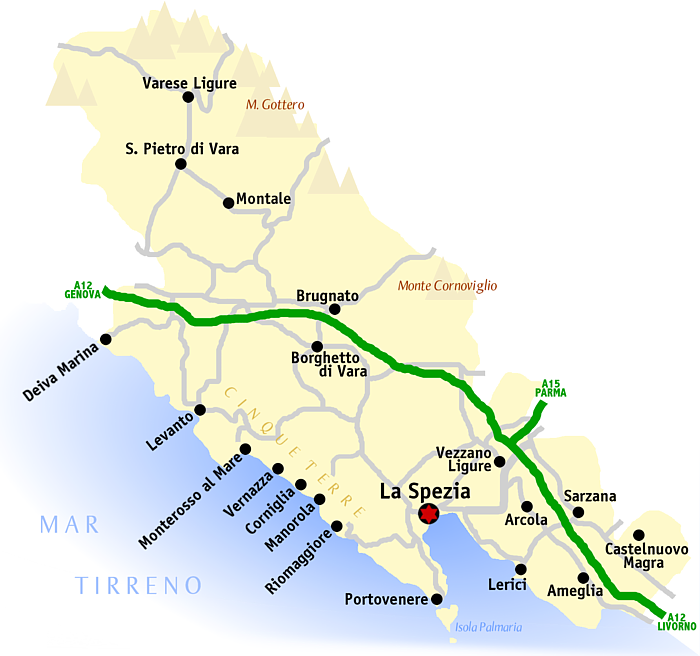
Carta della provincia della Spezia

### Territorio
La provincia della Spezia è caratterizzata da aspetti geografici eterogenei sia sotto il profilo morfologico del territorio, sia per la varietà delle forme antropiche che lo caratterizzano e lo modificano.
Si passa dalla realtà marinara del Golfo e della Riviera,
dove l'accesso al mare è tipicamente caratterizzato dalle coste rocciose, a picco sul mare, alle colline lunensi della bassa Val di Magra, che si inerpicano lentamente verso le Alpi Apuane, ai monti dell'entroterra, solcati dalla Val di Vara, dalle vallate trasversali e che formano una sorta di "spina dorsale" del territorio.
Come tutte le province liguri la superficie territoriale è caratterizzata dalla presenza di montagne e colline, mentre le pianure sono statisticamente non rilevabili:
| Tipologia         | Descrizione               | Superficie (km²) | Percentuale sul totale (%) |
| ----------------- | ------------------------- | ---------------- | -------------------------- |
| Montagna          | Alta val di Vara          | 364,16           | 40,43                      |
| Collina interna   | Bassa val di Vara e Magra | 221,33           | 24,57                      |
| Collina litoranea | Riviera e Golfo           | 315,20           | 35,00                      |

#### Orografia

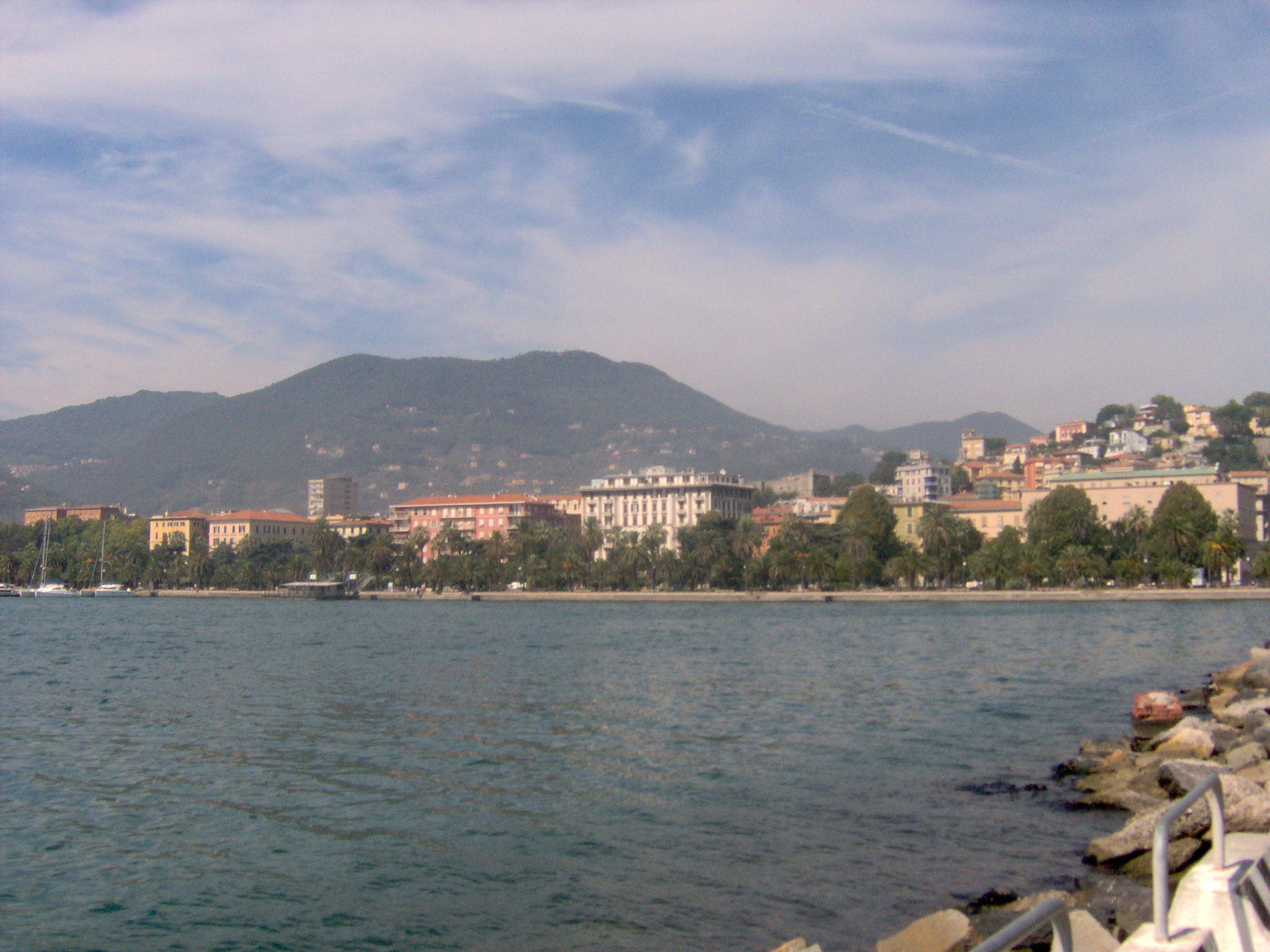
Il monte Parodi visto dal molo Italia della Spezia

##### Monti
| Denominazione     | Altezza (m) |
| ----------------- | ----------- |
| Monte Gottero     | 1639 m      |
| Monte Zuccone     | 1424 m      |
| Monte Zatta       | 1404 m      |
| Monte Cornoviglio | 1162 m      |
| Monte Chiappozzo  | 1126 m      |
| Monte Alpicella   | 824 m       |
| Monte Malpertuso  | 812 m       |
| Monte Parodi      | 630 m       |
| Monte Santa Croce |             |

##### Passi e valichi
| Denominazione                  | Altezza (m) | Luogo                                            |
| ------------------------------ | ----------- | ------------------------------------------------ |
| Foce dei Tre Confini           | 1408 m      | Sesta Godano (SP) - Albareto (PR)                |
| Passo di Centocroci            | 1055 m      | Albareto (PR) - Varese Ligure (SP)               |
| Passo della Cappelletta        | 1085 m      | Varese Ligure (SP) - Albareto (PR)               |
| Passo del Rastrello o Rastello | 1044 m      | Zeri (MS) - Sesta Godano (SP)                    |
| Valico dei Casoni              | 992 m       |                                                  |
| Passo Calzavitello             | 896 m       |                                                  |
| Passo del Biscia               | 892 m       | Ne (GE) - Varese Ligure (SP)                     |
| Passo Alpicella                | 710 m       |                                                  |
| Passo del Bracco               | 615 m       | Deiva Marina (SP) - Moneglia (GE)                |
| Valico dei Solini              | 575 m       |                                                  |
| Colle di Velva                 | 545 m       | Castiglione Chiavarese (GE) - Varese Ligure (SP) |

### Idrografia

#### Fiumi e laghi

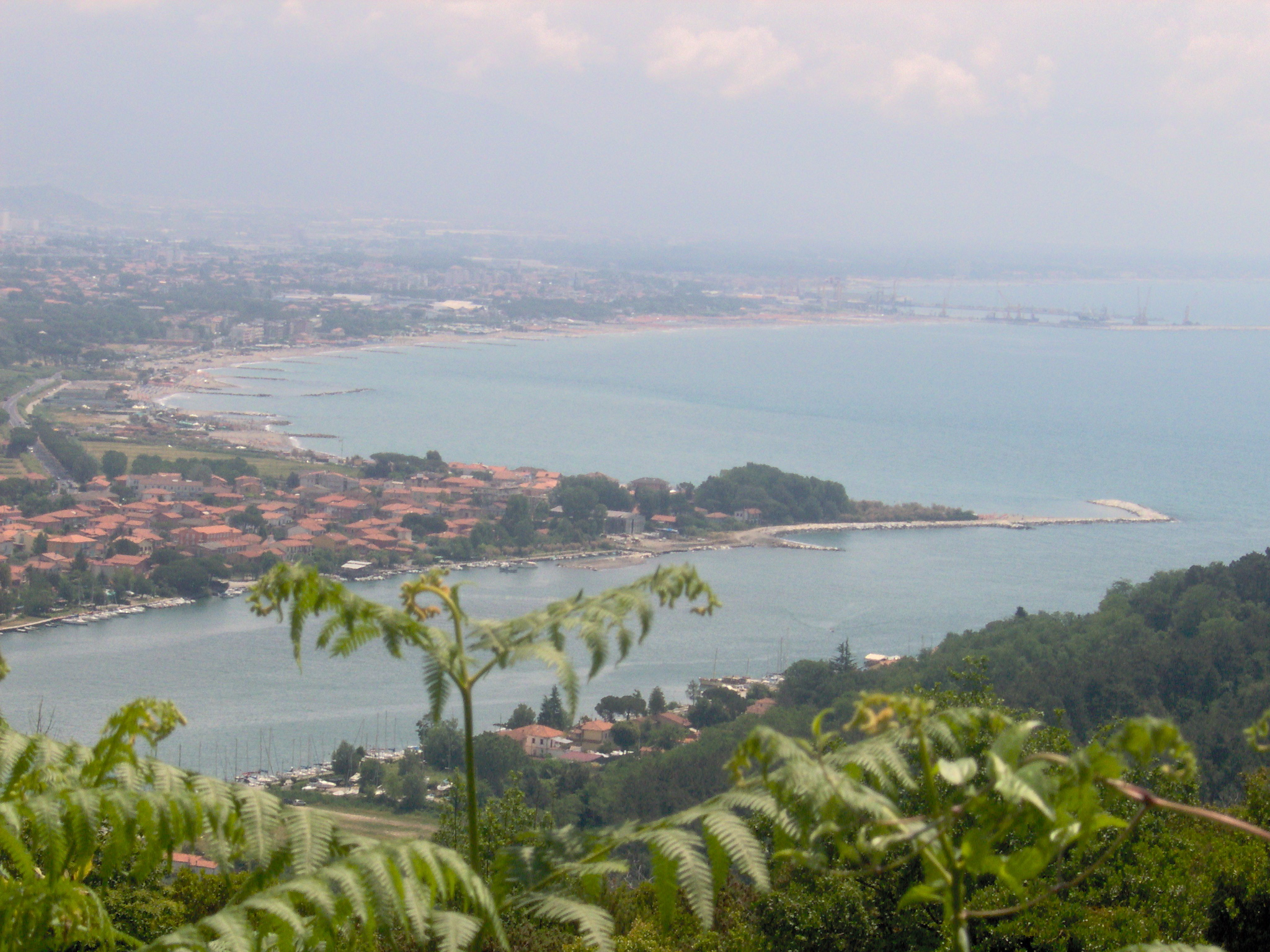
L'estuario del fiume Magra

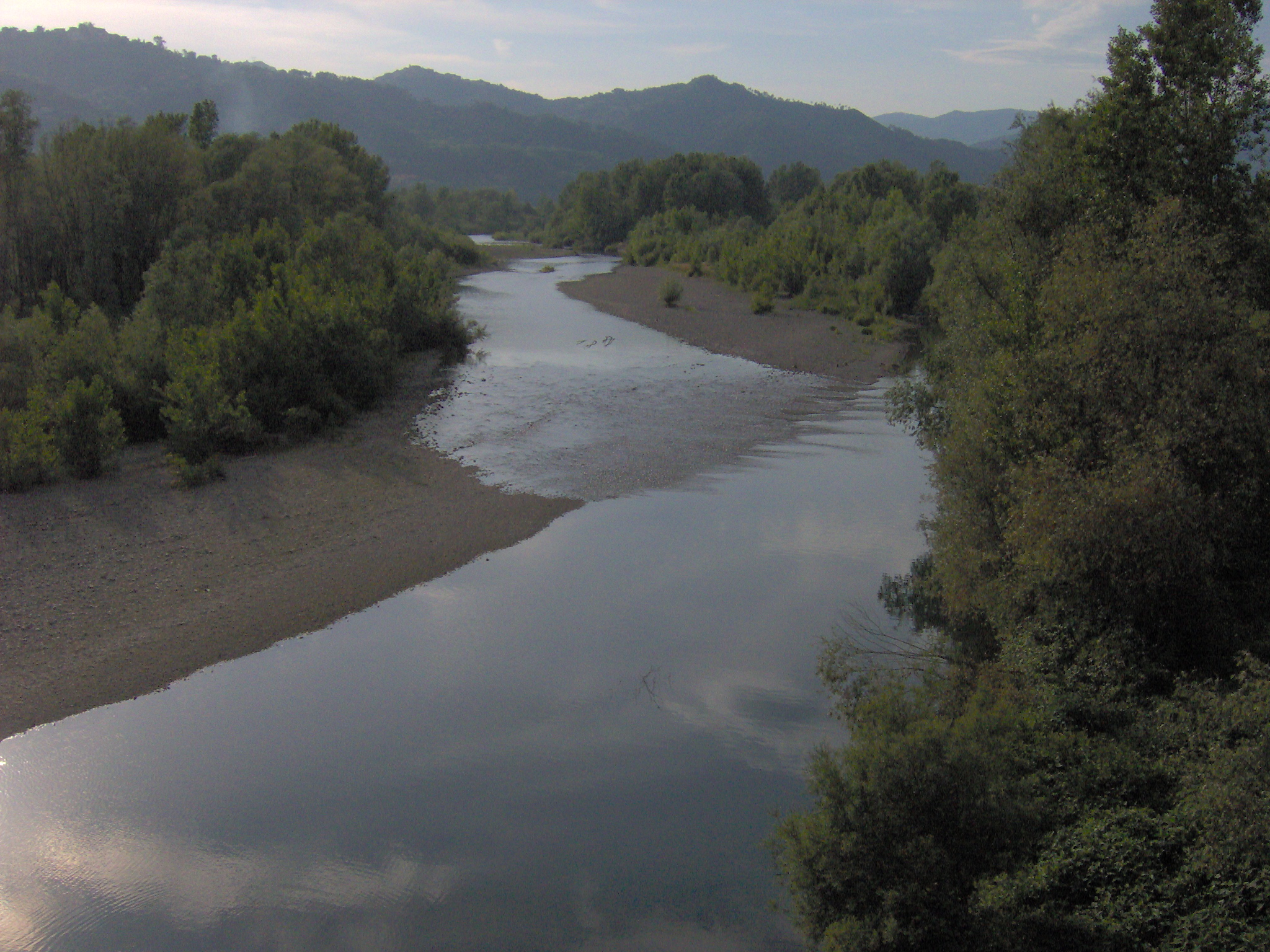
Il fiume Vara

La quasi totalità del territorio provinciale è costituito dal reticolo idrografico del bacino del fiume Magra.
La Magra fa il suo ingresso in provincia della Spezia nel territorio comunale di Santo Stefano di Magra, proveniente dalla Toscana, e precisamente dal comune di Aulla, per poi sfociare nel mar Ligure. Dopo pochi chilometri, nella Magra confluisce da destra il Vara.
Il fiume Vara è il maggior affluente della Magra e, di fatto, il fiume più lungo della Liguria. Il Vara costituisce un sottobacino di grande importanza idrologica per la provincia, attraversando in lunghezza gran parte del territorio.
La porzione costiera da Deiva Marina al Golfo della Spezia è costituita invece da piccoli bacini che affluiscono velocemente al mare, con vallate anche molto ripide. Un sottile lembo settentrionale della provincia ricade invece nel bacino del fiume Taro e quindi nel Po.
Gli unici specchi d'acqua dolce presenti nella provincia sono i laghetti artificiali formatisi entro le cave di escavazione della ghiaia nella bassa val di Magra, tra i più rappresentativi i Bozi di Saudino e il lago Pallodola nel territorio sarzanese. Sul fiume Vara in località Ponte Santa Margherita (Sesta Godano) è presente uno sbarramento artificiale.

#### Mare
Il mare è un elemento geografico fondamentale del territorio spezzino, in virtù degli oltre 86 km di coste che vanno dalla località di Deiva Marina, al confine con la Città Metropolitana di Genova, a Marinella di Sarzana, al confine con la provincia di Massa-Carrara. Elemento di grande importanza sia economica (turistica e produttiva), sia agricola, con allevamenti di Ostriche, mitili ed impianti di acquacoltura, sia ambientale è il golfo, conosciuto anche come Golfo dei Poeti, su cui si affaccia il capoluogo. Inoltre nel territorio provinciale sono comprese tre isole che costituiscono un arcipelago: la Palmaria, il Tino ed il Tinetto.

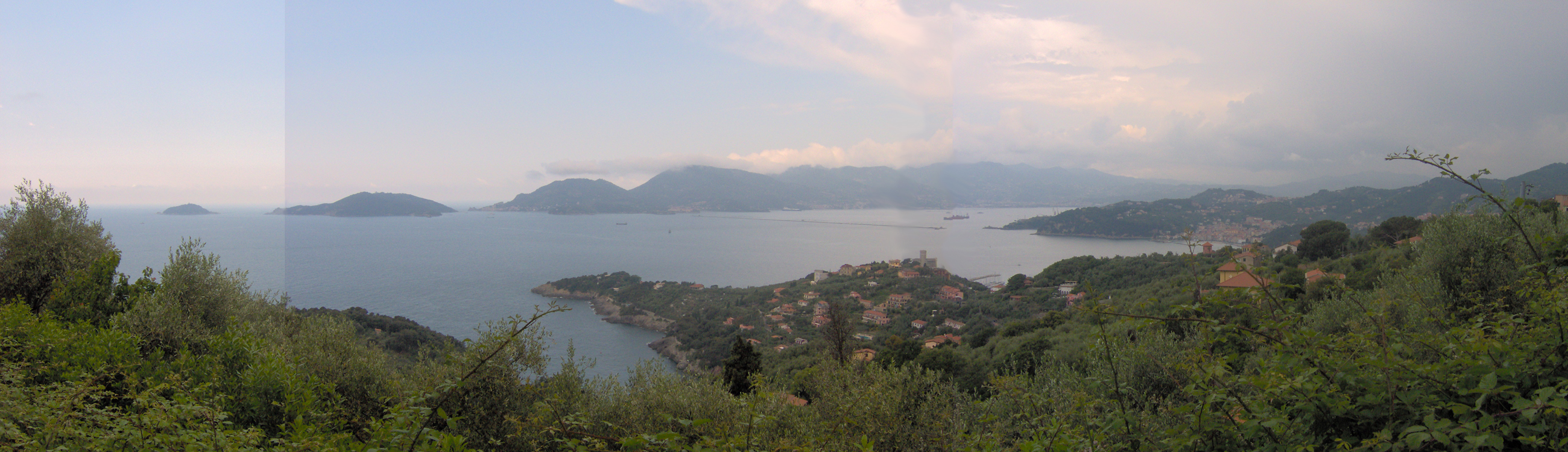
Il Golfo della Spezia visto dalle colline di Lerici

### Clima

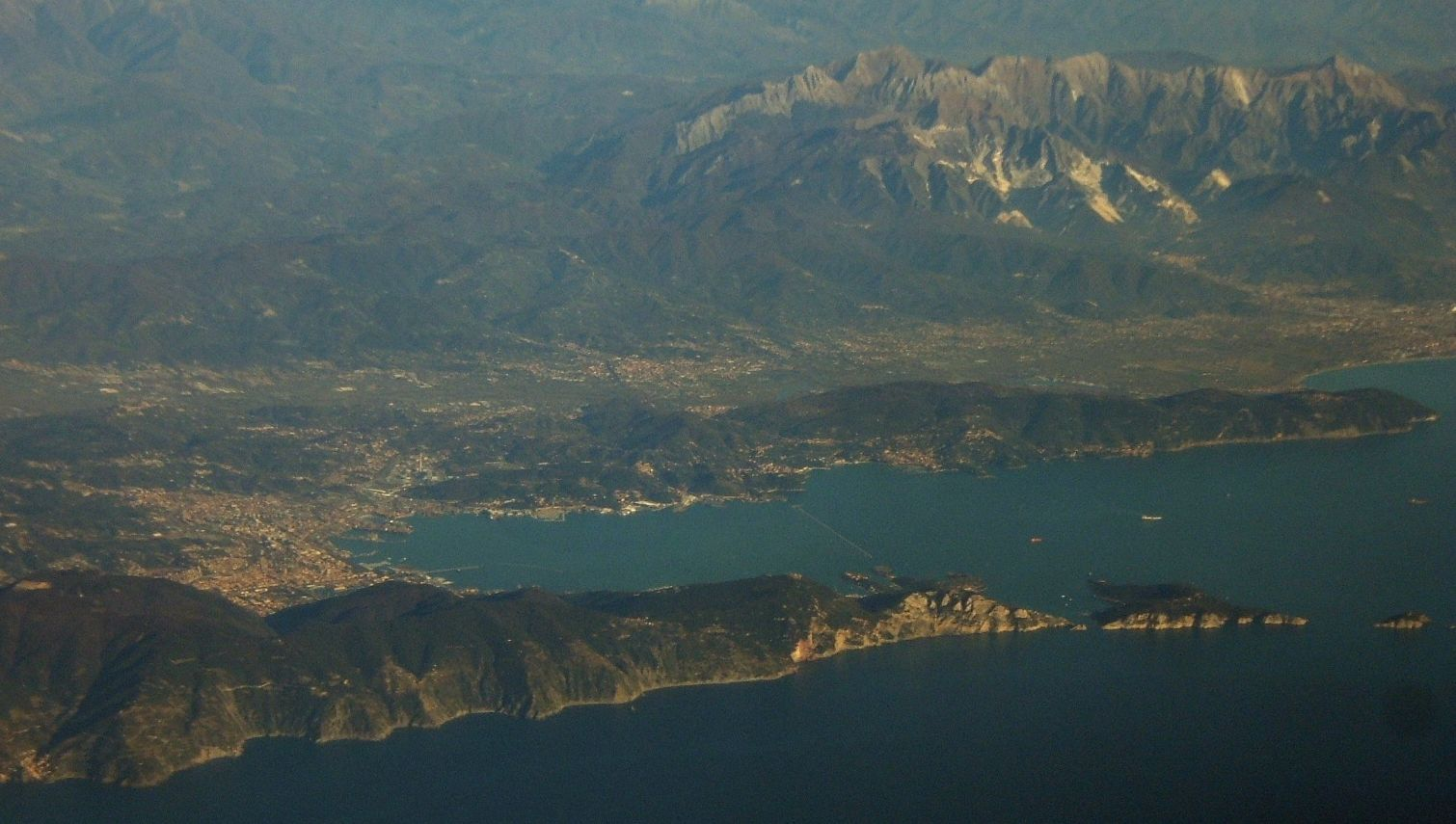
Immagine aerea dell'area del Golfo e della Val di Magra

Il territorio spezzino è compreso fra le latitudini 44° 02' N nell'estremo sud e 44° 26' N nell'estremo nord, ovvero nell'area dei climi temperati caldi; nello specifico il clima dominante è di tipo submediterraneo, anche se gli inverni si presentano spesso ventosi e, pur grazie all'azione mitigatrice del mar Ligure e dello scirocco proveniente dall'Africa, non è usuale che si possano trovare giorni con temperature abbastanza rigide, spesso tra gennaio e febbraio. La temperatura media del capoluogo, a gennaio, è di 4 °C. Le estati sono moderatamente calde, con medie a luglio, nel capoluogo, di 23 °C.
La piovosità è elevata, sia per la posizione nell'arco ligure, investito dai venti umidi, sia per l'azione di copertura degli Appennini. Il regime pluviometrico è di tipo sub-litoraneo appenninico, con picchi di massimi in autunno (maggiore) e in primavera, e picchi di siccità in inverno ed in estate. Il capoluogo ha una media pluviometrica di circa 1350 mm di pioggia annui.
Rari sono i casi di nevicate nelle zone marine, probabili, anche se non frequenti, nell'entroterra.

#### Zone climatiche
Il territorio provinciale si può dividere in 5 zone climatiche:
1. il golfo spezzino (vedi La Spezia);
2. la fascia costiera da Deiva Marina a Portovenere;
3. la Val di Magra da Santo Stefano di Magra a Marinella di Sarzana;
4. la Val di Vara fino a 700 metri di altitudine;
5. le montagne appenniniche al di sopra dei 700 metri.

##### La fascia costiera
La fascia costiera della riviera spezzina presenta un clima molto mite con escursioni termiche annue e giornaliere limitate. I ripidi pendii dell'Appennino costiero riparano la zona dai venti freddi settentrionali e il mare profondo permette un graduale rilascio del calore accumulato in estate fino in pieno inverno. Tuttavia la temperatura della superficie del mare scende talvolta al di sotto dei 14 gradi (valore raggiunto spesso tra febbraio e i primi di marzo) il che permette alla temperatura dell'aria di rimanere al di sopra degli 0 gradi, ma non sono infrequenti giorni con temperature anche sotto zero. La neve è pressoché assente al livello del mare e gli accumuli medi annui sono trascurabili, ma si presenta quasi tutti gli anni in genere al di sopra dei 400 metri sul livello del mare. Le temperature medie del mese più freddo, gennaio, si attestano attorno ai 4-5 gradi.
In estate la temperatura della superficie del mare raramente sale al di sopra dei 23-24 gradi, a causa delle correnti di profondità che impattandosi contro la cerchia ligure, portano alla superficie acque più fresche causando un fenomeno detto upwelling. Le acque relativamente fresche contribuiscono a mitigare la calura estiva mantenendo le temperatura massime solitamente al di sotto dei 30 gradi. Le temperature medie del mese più caldo, luglio, si attestano attorno ai 23,5 gradi.
La piovosità, seppur abbondante, è minore rispetto alle altre zone della provincia, con medie tra i 900 e i 1100 mm annui. Gli episodi piovosi si manifestano soprattutto in autunno e in inverno, con un periodo prolungato di siccità estiva, tipico della zona mediterranea.

##### La Val di Magra
La bassa Val di Magra, tra Santo Stefano e Marinella, presenta condizioni più continentali rispetto a quelli della riviera, soprattutto man mano che ci si allontana dal mare. I giorni di gelo non mancano nei mesi più freddi e le temperature minime possono registrare valori inferiori ai -5 gradi già a pochi chilometri di lontananza dal mare. D'altro canto in estate le temperature massime tendono a superare frequentemente i 30 gradi creando condizioni di afa nelle zone interne. L'escursione termica è molto più pronunciata che non in riviera, soprattutto per quanto riguarda le temperature giornaliere. La media delle temperature minime di gennaio infatti varia tra gli 1,5 gradi delle zone più interne, ai 5 gradi della costa; mentre la media delle massime è compresa tra i 12 gradi delle zone interne agli 11 gradi della costa (media mensile compresa tra 6,5 e 8 gradi); la media delle temperature minime di luglio varia tra i 16 gradi delle zone più interne, ai 19 gradi della costa; mentre la media delle massime è compresa tra i 29,5 gradi delle zone interne ai 28 gradi della costa (media mensile compresa tra 23 e 24 gradi).
La piovosità è compresa tra i 1100 e i 1400 mm annui e con un minimo estivo leggermente attenuato, a causa della maggior probabilità di temporali estivi rispetto alla riviera. Le nevicate, molto rare sulla costa, si presentano quasi tutti gli anni nei comuni di Sarzana e Santo Stefano di Magra, ma con accumuli irrisori.

##### La Val di Vara
Il clima della Val di Vara presenta particolarità molto interessanti da un punto di vista scientifico. Nonostante la vicinanza al mare (che varia da un minimo di 6 km in linea d'aria da Pignone, a un massimo di 18 km da Varese Ligure), questa stretta vallata ha un clima prettamente continentale con escursioni termiche giornaliere che, con cielo sgombro da nubi, possono superare quelle della Pianura Padana. Ciò è dovuto principalmente a causa delle ripide colline lungo la costa, che non permettono all'azione mitigatrice del mare di penetrare efficacemente nella valle, e dalla scarsa ampiezza della stessa che favorisce la formazione di inversioni termiche molto accentuate. Infatti la media delle temperature minime di gennaio nel fondovalle, presenta valori compresi tra 2 gradi nelle zone più esposte e i -3 in quelle più riparate, con punte sovente inferiori a -5 gradi in località particolarmente fredde come Padivarma, Riccò del Golfo di Spezia, Borghetto di Vara e San Pietro Vara.
Il fenomeno della nebbia, pressoché assente nel resto della provincia, è invece piuttosto frequente nel fondovalle causando sensibili riduzioni di visibilità durante la notte e al primo mattino sull'autostrada A12 che attraversa la valle.
Le temperature massime nel mese di gennaio, possono risultare piuttosto miti nei pendii rivolti a sud (anche superiori ai 12 gradi), mentre in quelli rivolti a nord, soprattutto nelle conche più strette della valle, rimangono molto rigide, lasciando strati di brina e pozzanghere ghiacciate per parecchi giorni consecutivi.
In estate, essendo l'angolo del sole molto più alto rispetto all'inverno, queste differenze tra i due versanti non si presentano, anche se le condizioni di continentalità nel fondovalle rimangono pressoché invariate. Nel mese di luglio, per esempio, nella località di Padivarma massime superiori a 32 gradi sono molto frequenti, seguite però da minime sovente inferiori ai 14 gradi, con escursione termica giornaliera di oltre 18 gradi. Ovviamente man mano che si sale di altitudine, la continentalità diminuisce.
Le precipitazioni sono molto abbondanti con piogge intense e persistenti nel periodo autunnale e invernale, seguite da rovesci improvvisi e temporali in primavera e in estate. Il minimo estivo è ancora visibile, ma i quantitativi sono in genere superiori ai 50 mm anche nel mese di luglio (contro i 20 – 30 mm della costa). Le precipitazioni annuali variano da un minimo di 1400 mm a un massimo di oltre 1700 mm nell'Alta Val di Vara. Nonostante l'elevata piovosità, tutta la valle è soggetta a incendi che possono essere anche devastanti soprattutto derivanti dal fatto che le piante del sottobosco e di macchia mediterranea crescono velocemente durante i periodi di pioggia abbondante, ma seccano altrettanto velocemente nei periodi di siccità estiva divenendo un efficace carburante. La stagione degli incendi va in genere da metà luglio a metà settembre, con apice tra seconda metà di agosto e la prima decade di settembre, periodo in cui i primi sistemi frontali attraversano la regione causando drastiche diminuzioni di umidità, con raffiche di vento ovvero le condizioni ideali per avere un incendio.
In inverno la neve si presenta ogni anno, anche se con poca frequenza, e può risultare talvolta abbondante in alta Val di Vara (Varese Ligure riceve in media 50 cm di neve all'anno). La persistenza al suolo è comunque limitata solamente a pochi giorni, soprattutto nei pendii rivolti a sud.

##### Le montagne appenniniche
Le zone montuose, considerate tali al di sopra dei 700 metri, presentano un clima temperato fresco con escursioni termiche limitate, sia giornaliere che annuali. Essendo la zona scarsamente abitata, la rete osservativa meteorologica è pressoché inesistente. Le temperature medie di gennaio a 1000 metri si attestano lievemente sopra a 0 gradi, mentre quelle di luglio raggiungono i 17 gradi, scendendo ovviamente con l'altitudine (in genere la temperatura diminuisce di 0,7 gradi per ogni 100 metri di altitudine in questa zona, in mancanza di inversioni termiche). Le precipitazioni sono molto abbondanti e possono superare i 2000 mm annui lungo lo spartiacque appenninico. Le nevicate d'inverno non mancano e talvolta creano disagi alla circolazione soprattutto al passo di Cento Croci, il valico più alto della provincia (1060 metri s.l.m).

## Storia

### I primi insediamenti

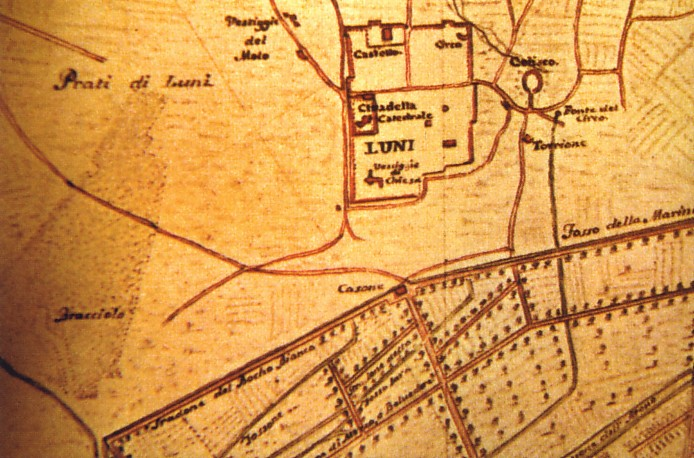
Planimetria dei resti di Luni (XVIII secolo)

Le prime presenze antropomorfe nel territorio sono state riscontrate già nel Paleolitico Medio (80.000 anni fa), fino all'età del bronzo. Di questi antichi abitanti della provincia sono testimonianza i ritrovamenti avvenuti, anche di recente, nella Val di Vara e in modo particolare nelle località di Maissana, Carro e Suvero.
Su tutto il territorio spezzino sono ancora visibili queste tracce preistoriche, dai Menhir di monte Caprione, al menhir di Tramonti, manufatti in arenaria grigia di origine ancora oggi sconosciuta. Come le statue stele, dunque, rappresentano un enigma storico peculiare della provincia spezzina, risalenti al periodo che va dalla fine del neolitico all'età del ferro.
Una traccia indelebile è stata invece lasciata dai Liguri, una popolazione suddivisa in tribù, stanziati nell'attuale provincia spezzina tra Punta Mesco e Luni. I Liguri iniziarono una primitiva forma di agricoltura fino ad arrivare a contrastare l'avanzata dei romani con continue guerriglie, resistendo per molti anni all'avanzata della potenza militare romana.

### La presenza dei romani e la successiva decadenza

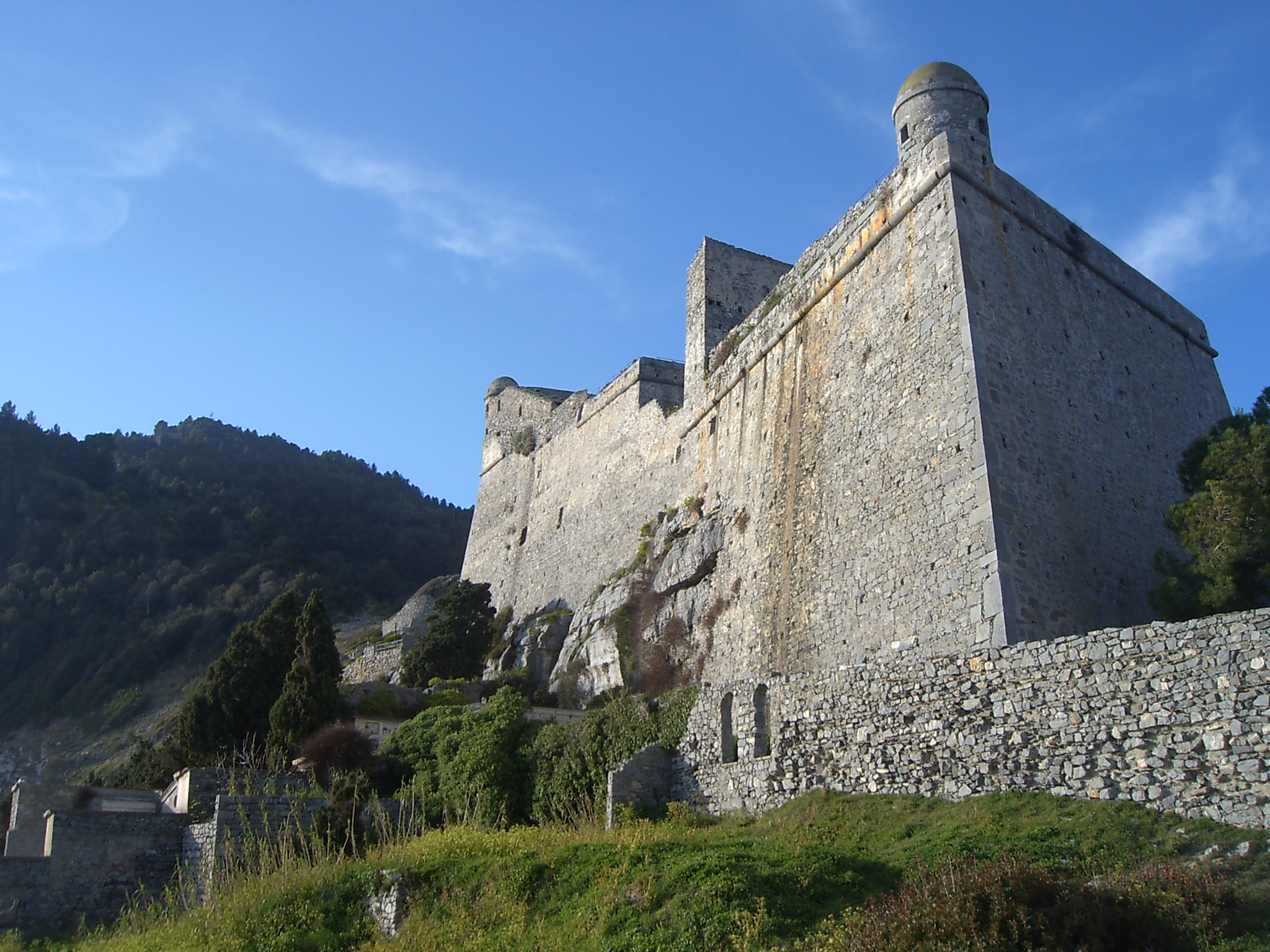
Portovenere
Il Castello Doria

Nel 173 a.C. i consoli Publio Cornelio Cetego e Marco Bebio Tamfilo costrinsero i Liguri alla resa.
La presenza romana nel territorio spezzino è testimoniata in numerosi luoghi: la città di Luna fu il principale centro commerciale e culturale della regione, testimoniato dai resti e dai rinvenimenti archeologici (l'anfiteatro ed il foro per citarne alcuni), ma molte testimonianze della presenza romana sono arrivate a noi con i resti di alcune ville patrizie, a Bocca di Magra, a Marola e al Varignano.
Alla caduta dell'Impero romano, la zona fu devastata dagli Eruli e dai Goti. I Bizantini dopo la guerra gotica, occuparono tutta la parte che va dal mare all'Appennino creandovi la Provincia bizantina di Liguria.
La parte di regione protetta dagli Appennini resta indenne dalle invasioni e viene, per così dire, ristretta sulla fascia costiera, e quindi "obbligata" al mare. In tal modo si delinea il suo futuro e ad un ormai formale governo bizantino.
Successivamente furono i Longobardi ad assoggettare la zona: nel 643 Rotari si impossessò della provincia bizantina che diventò Ducato ligure con Genova capitale, parte del grande Regno longobardo. In seguito parte del territorio venne unito al Ducato di Tuscia. 
Abbattuto il regno longobardo, nel 773 Carlo Magno occupò il territorio spezzino e Luni ne divenne capoluogo, la cui amministrazione fu affidata al vescovo-conte. Il Comitato di Luni coincideva quindi con la Diocesi, e confinava con i Comitati di Lucca e di Comitato di Parma. Ma le continue scorrerie, dapprima dei Vichinghi di Hastein (860), poi le continue incursioni saracene ne segnarono l'inizio della decadenza.
Il porto di Luni si stava progressivamente insabbiando e la malaria costringeva la popolazione ad emigrare verso l'entroterra, accrescendo l'importanza del centro di Sarzana. Il nome di Sarzana comparve per la prima volta in un diploma del 963, con il quale l'imperatore Ottone I concedeva la proprietà del "castrum de Sarzano" al vescovo di Luni. 
Nel 1015 la città romana fu distrutta dalle scorrerie dei Saraceni, sconfitti e cacciati l'anno seguente dalla flotta unita di Genova. Nel 1204 la sede vescovile fu infine trasferita da Luni a Sarzana, divenuta un florido centro mercantile.
Dal XII secolo il territorio sulla sponda sinistra del fiume Magra divenne proprietà del vescovo di Luni. Vennero a insorgere continui contrasti con i Malaspina, nobile famiglia proprietaria di ampi territori nella Lunigiana. Questi contrasti ebbero termine con la pace di Castelnuovo del 1306, negoziata da Dante Alighieri, ospite dei Malaspina.

### L'influenza della repubblica genovese
In seguito la provincia spezzina fu teatro delle lotte tra le repubbliche marinare di Pisa e Genova; Lerici e Portovenere furono baluardi della Repubblica genovese (solo per 15 anni Pisa occupò la prima, rinforzandone il Castello, ma dopo tutta la struttura del borgo e del Castello come è oggi, è genovese. La "genovese" Lerici contribuì alla sconfitta definitiva di Pisa nella Battaglia della Meloria). Ancora oggi rimane segno della presenza genovese proprio nello stendardo portovenerino, che ripropone la bandiera genovese, e in quello lericino con la Croce di San Giorgio.
La presenza delle famiglie genovesi si fece evidente nel XIII secolo, quando Nicolò Fieschi dei conti di Lavagna e Torriglia acquistò dal vescovo-conte di Luni molte terre della Riviera ligure di levante.

Come centro del suo nascente stato feudale il Fieschi scelse l'allora piccolo borgo della Spezia che fu per questo cinto da mura e protetto dal Castello San Giorgio. Oberto Doria nel 1273 espugnò il centro e distrusse la rocca, costringendo così i Fieschi a lasciare La Spezia e cederne i territori alla Repubblica di Genova.

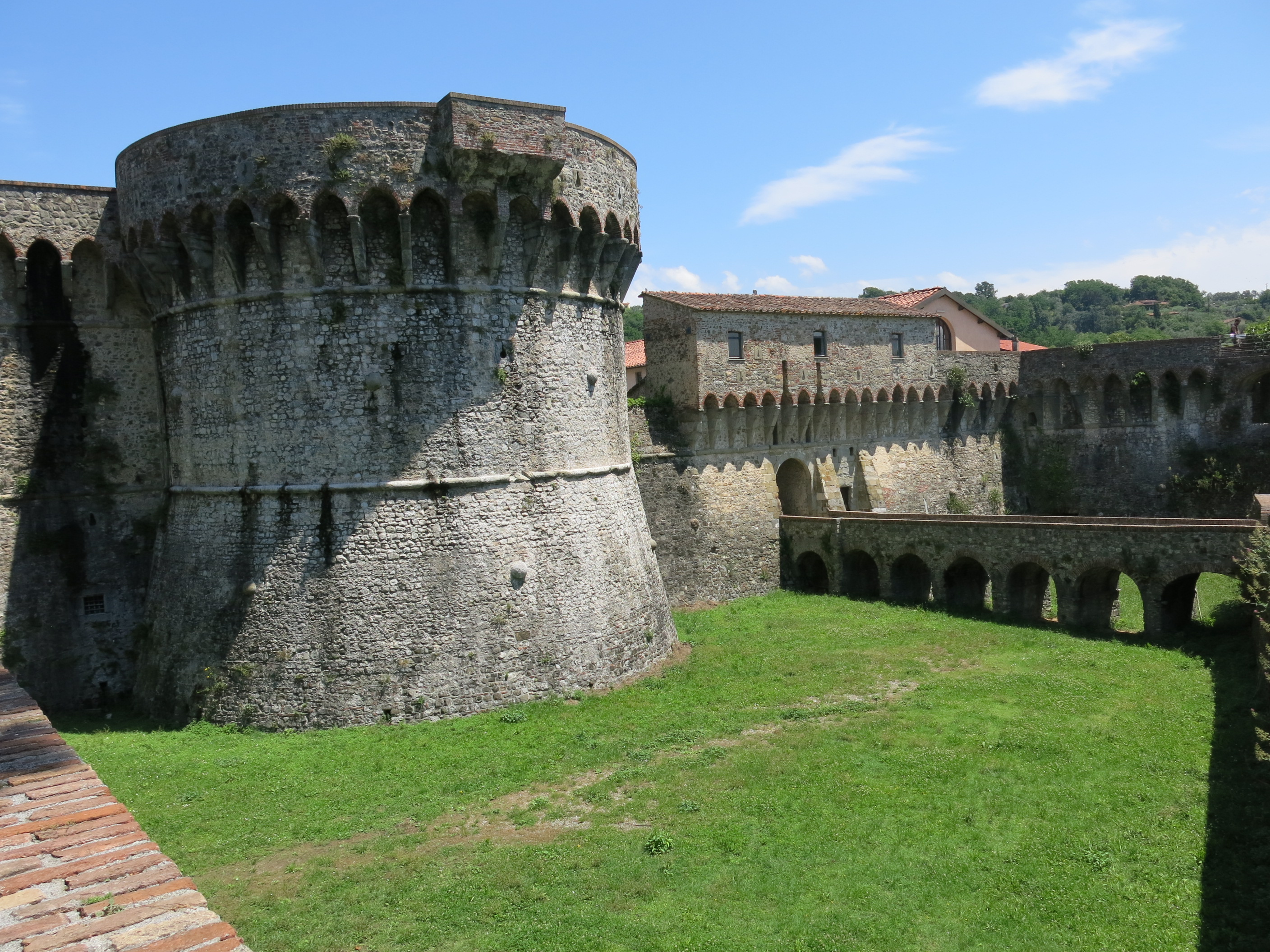
Sarzana
La cittadella di Firmafede

Da allora La Spezia rimase dominio genovese, tanto che nel 1343 fu sede di Podestà per volere del primo doge Simone Boccanegra, a cui aggregò, nel 1371, anche la preesistente Podesteria di Carpena, diventando così capoluogo amministrativo e giudiziario dell'estrema Riviera ligure di levante.
Sarzana invece fu, dal 1314 al 1328, in potere di Castruccio Castracani, signore di Lucca, e successivamente passò sotto l'influenza fiorentina. Nel 1487 entrò a far parte dei possedimenti di Lorenzo il Magnifico, per poi esser ceduta l'anno successivo al genovese Banco di San Giorgio entrando infine a far parte della Repubblica di Genova nel 1572.
Sorsero, quindi, le prime opere difensive, come il castello di San Terenzo e di Santa Maria al Varignano. La città capoluogo mostrò grande fedeltà al governo genovese che realizzò fortificazioni lungo la costa, garantendole una certa tranquillità soprattutto dalle incursioni dei pirati turchi. Il territorio rimase nell'orbita di Genova fino alla sua caduta e all'età napoleonica.

### Da Napoleone al Regno d'Italia
Napoleone, con un decreto dell'11 maggio 1808, dichiarò la Spezia capoluogo del Settimo Dipartimento marittimo e, successivamente, Sottoprefettura marittima con a capo il sottoprefetto Santorre di Santa Rosa. Il Generale riconobbe subito la posizione strategica del golfo, sul quale nutriva ambiziosi progetti militari: la Spezia infatti sarebbe dovuta diventare la piazzaforte marittima dell'impero.
Nel 1814, caduto Napoleone, La Spezia fu occupata dagli austriaci ed il Congresso di Vienna decise il passaggio definitivo del territorio ligure al Regno di Sardegna.
Nel regno sabaudo La Spezia era il capoluogo della Provincia di Levante, che comprendeva 29 comuni. 
In pieno Risorgimento Cavour avviò quello che era già stato il progetto napoleonico di costruire un arsenale ed un porto militare (1869). Negli stessi anni il Golfo assunse anche una forte dimensione di turismo d'élite, in virtù delle sue bellezze naturali e delle attività recettive di grande lusso come gli alberghi Grande Bretagne, Croce di Malta e la Locanda di Odessa.

### La nascita della Provincia
La costituzione della Provincia della Spezia venne approvata con regio decreto, a firma del Re Vittorio Emanuele III, il 2 settembre 1923, con decorrenza dal 21 dicembre. L'erezione a capoluogo della città ligure si inquadrava, come nei contemporanei casi di Pola e Taranto, nel solco della proiezione marittima del giovane Stato italiano, ben rappresentato dall'Arsenale militare spezzino.
In quegli anni la provincia fu teatro di ferventi scontri politici. In particolare si ricordano i "Fatti di Sarzana" del 21 luglio 1921, quando dalla popolazione e dai carabinieri della locale stazione furono respinte le colonne di fascisti provenienti dalla vicina Toscana, che contribuì alla nascita della nuova provincia con i comuni di Rocchetta di Vara e di Calice al Cornoviglio.
Durante la seconda guerra mondiale la città della Spezia fu pesantemente colpita dai bombardamenti rivolti agli obiettivi dell'arsenale, delle industrie pesanti cittadine e del porto e alle caserme militari di interesse come la sede del XXI Fanteria e della Xª Flottiglia MAS. 

Negli anni tra il 1943 e il 1945 l'intero territorio fu teatro della resistenza partigiana, attiva soprattutto nelle valli della Magra e del Vara. Il 25 aprile 1945, i maggiori centri urbani erano già nelle mani delle brigate partigiane all'arrivo delle prime colonne statunitensi. Alla fine della guerra il capoluogo fu in larga parte ricostruito, come anche il resto del territorio duramente segnato dal conflitto.
La prima amministrazione democraticamente eletta risale al 10 giugno 1951, data dell'insediamento del consiglio provinciale. Ma questo organo non fu in grado di esprimere un Presidente di Giunta e quindi fu necessario il commissariamento dell'ente, fino al 25 maggio 1952, data delle elezioni che portarono ad avere la prima amministrazione nata dal consenso popolare. La Giunta fu presieduta dall'ex sindaco spezzino della Liberazione, Agostino Bronzi.
La Provincia della Spezia è tra le istituzioni insignite della Medaglia d'oro al valor militare per i sacrifici sostenuti delle sue popolazioni e per la sua attività nella lotta partigiana durante la seconda guerra mondiale.

### Simboli
Stemma
Lo stemma ufficiale è stato concesso con regio decreto del 25 ottobre 1928. Corrisponde alle armi del capoluogo con l'aggiunta del capo di nero. Il crescente, così come il motto del cartiglio, ricorda l'antica colonia romana di Luni, che sorgeva a sud della Spezia. Dal 1933 al 1943 portò il capo del Littorio.
Gonfalone
Il gonfalone, concesso con R.D. del 10 aprile 1933, è un drappo di azzurro.
Bandiera
La bandiera è  azzurra con striscia nera orizzontale in alto, pari a un terzo del drappo; caricata dello stemma della provincia, con lo scudo contenuto nella parte azzurra e la corona nella striscia nera.

### Onorificenze
La Provincia della Spezia è tra le istituzioni decorate al valor militare per la guerra di Liberazione insignita il 12 aprile 1996 della medaglia d'oro al valor militare per la sua attività nella lotta partigiana durante la seconda guerra mondiale:
Inoltre la città della Spezia è stata insignita della medaglia d'oro al merito civile, il comune di Zignago e il comune di Calice al Cornoviglio sono stati insigniti della medaglia e croce di guerra al valore militare.

## Monumenti e luoghi d'interesse
| Comuni                | Chiese e conventi | Palazzi e musei |
| --------------------- | --- | --- |
| Arcola                | Chiesa di San Nicolò Pieve dei Santi Stefano e Margherita Pieve di San Michele Arcangelo Santuario di Nostra Signora degli Angeli                                                                                         | Castello di Arcola Castello di Trebiano |
| Brugnato              | | Museo Diocesano |
| Castelnuovo Magra     | Chiesa di Santa Maria Maddalena Oratorio dei Bianchi o della Santa Vergine Assunta Oratorio dei Rossi o del Santissimo Sacramento Chiesa di Santa Rosa da Lima Chiesa del Sacro Cuore di Gesù Cappella di Santa Apollonia | Castello dei Vescovi-Conti di Luni (Castello e Museo della Torre) Forte Bastione (al confine con Fosdinovo) Palazzo Amati-Ingolotti-Cornelio                                                           |
| Calice al Cornoviglio | | Museo della Brigata Val di Vara Castello di Calice al Cornoviglio Castello di Madrignano |
| La Spezia             | Cattedrale di Cristo Re Chiesa Abbaziale di Santa Maria Assunta Chiesa dei Santi Giovanni e Agostino Chiesa di Nostra Signora della Neve Pieve di San Venerio                                                             | Museo civico archeologico Ubaldo Formentini Museo civico Amedeo Lia Museo del Sigillo Museo Diocesano Centro d'Arte Moderna e Contemporanea (CAMeC) Museo Tecnico Navale Museo Nazionale dei Trasporti |
| Lerici                | Chiesa di San Francesco Oratorio di San Rocco Santuario di Nostra Signora di Maralunga | Castello di Lerici Villa Marigola |
| Luni                  | | Museo Archeologico Nazionale di Luni |
| Monterosso al Mare    | Chiesa di San Giovanni Battista Santuario di Nostra Signora di Soviore | Castello |
| Portovenere           | Chiesa di San Lorenzo Chiesa di San Pietro | |
| Sarzana               | Concattedrale di Santa Maria Assunta Pieve di Sant'Andrea Chiesa di San Francesco Chiesa di San Martino Chiesa di San Lazzaro                                                                                             | Fortezza di Sarzanello Cittadella Firmafede Palazzo Roderio (comune) Teatro Impavidi Museo Diocesano                                                                                                   |
| Varese Ligure         | | Museo Contadino |

### Aree naturali

#### Parchi naturali
I parchi naturali regionali in Liguria sono nove in totale, di cui due appartenenti alla sola provincia spezzina. I parchi sono distribuiti lungo le vallate montane, ricalcando tra i loro percorsi naturalistici anche la conosciuta e antica Alta Via dei Monti Liguri: il Parco naturale regionale di Montemarcello-Magra-Vara lungo il promontorio di Montemarcello, il basso corso del fiume Magra e il basso e medio corso del fiume Vara; il Parco naturale regionale di Porto Venere comprendente il territorio geografico di Portovenere con le isole Palmaria, Tino e Tinetto.
Di competenza statale è invece il Parco nazionale delle Cinque Terre comprendente, oltre al territorio dei tre comuni delle Cinque Terre (Monterosso al Mare, Riomaggiore, Vernazza), una porzione dei comuni di Levanto (Punta Mesco) e della Spezia (Campiglia Tramonti).

## Società

### Etnie e minoranze straniere
Secondo i dati Istat al 31 dicembre 2015 i cittadini stranieri residenti nella provincia della Spezia erano 18 826, pari all'8,52% dell'allora popolazione provinciale.
Escludendo La Spezia (11 170), il comune con il più alto numero di stranieri residenti è Sarzana (1 554), mentre lo stesso capoluogo si conferma l'ente comunale dove la percentuale di residenti stranieri, rispetto alla popolazione italiana, è più alta con il dato dell'11,89%.

### Lingue e dialetti
Il dialetto spezzino si distingue sia dai dialetti della limitrofa Lunigiana, coi quali ha comunque importanti punti di contatto, sia dal genovese. Diversi altri dialetti della Provincia (specialmente nella riviera da Bonassola a Portovenere, nella Val di Vara, sulle alture spezzine, a Lerici). Particolare per la sua cantilena, e per una propria fonologia, che risente dell'influenza emiliana. Numerose sono le varianti fonetiche, essenzialmente riconducibili alle zone geografiche distinte del territorio: il dialetto risente fortemente delle influenze genovesi sulla riviera, nella parte alta della Val di Vara (appartiene infatti al cd. "ligure genovese"), mentre del dialetto emiliano nella bassa Val di Magra.

### Religione
La religione prevalente è il cattolicesimo; la provincia spezzina è interamente compresa nella diocesi della Spezia-Sarzana-Brugnato, appartenente alla Regione ecclesiastica Liguria.

## Cucina

### Gastronomia

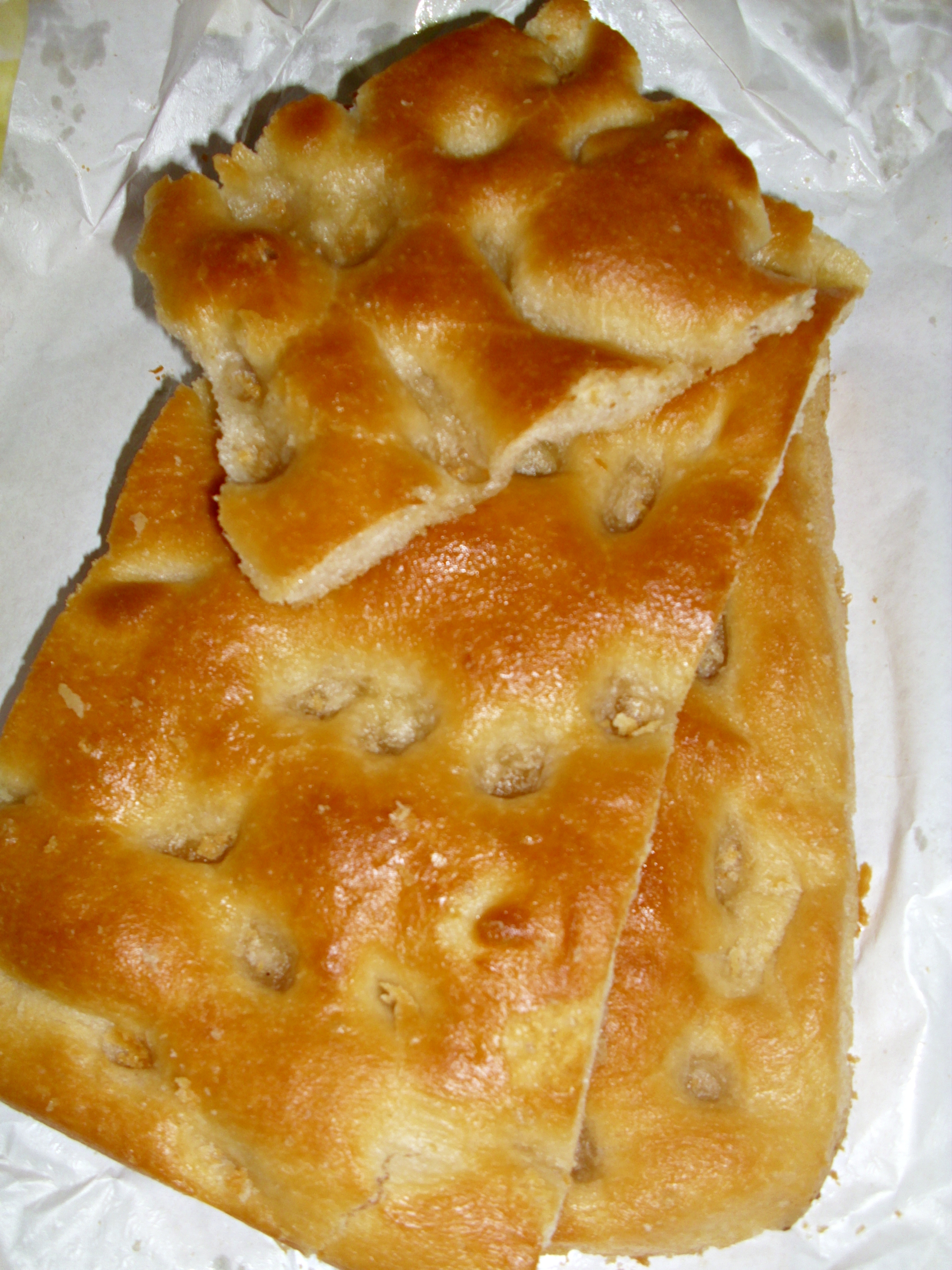
La focaccia (A fugassa)

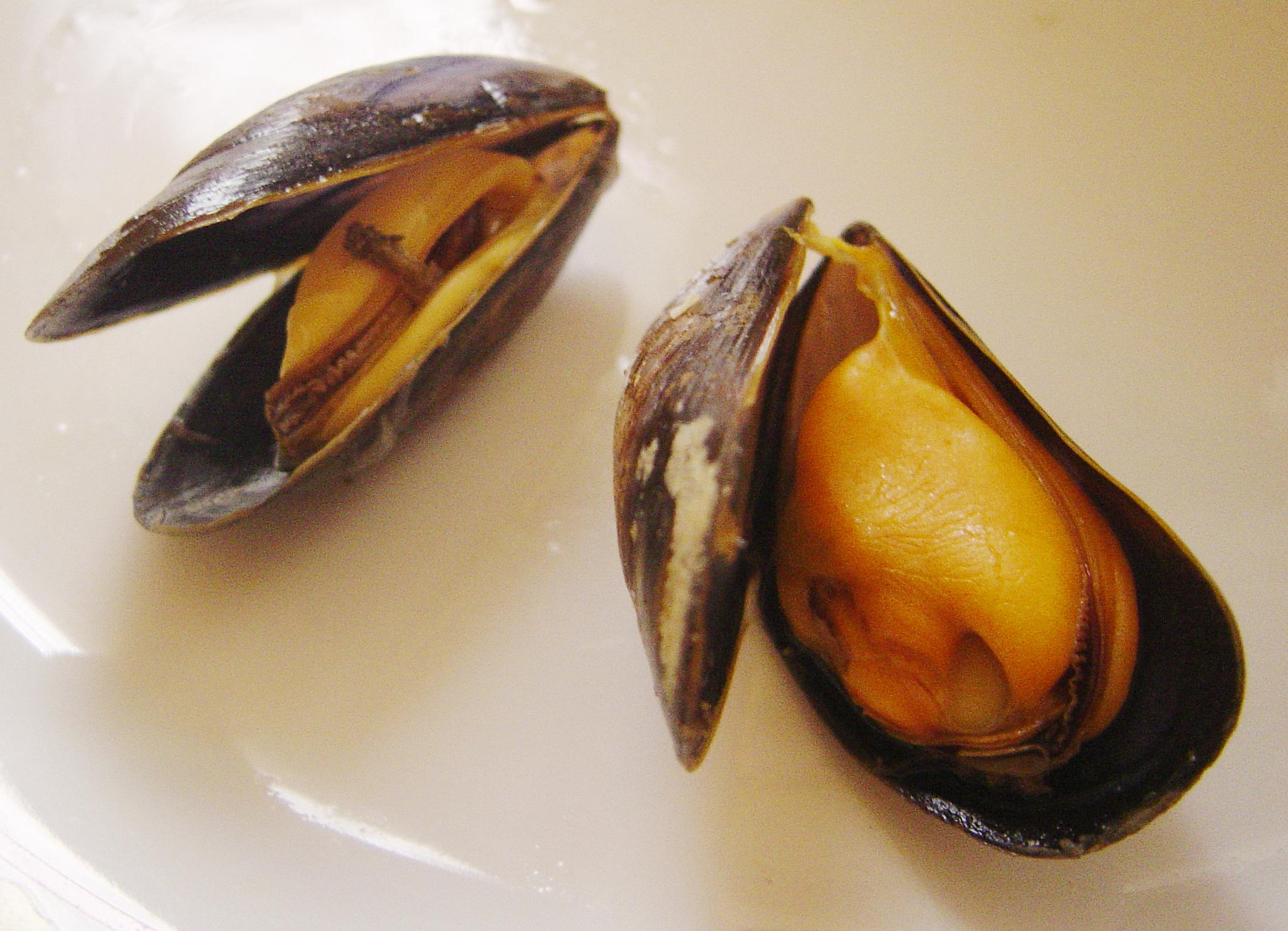
I muscoi de Spèza

La cucina spezzina attinge la maggior parte delle sue ricette dalla cucina ligure, commistione tra mare e terra, una cucina semplice e caratterizzata dall'uso di ingredienti cosiddetti "poveri", ovvero ingredienti di facile reperibilità.
Tuttavia piatti apparentemente semplici sono esaltati nei loro sapori dall'uso delle numerose erbe aromatiche come rosmarino, timo, ecc., che crescono spontaneamente su tutto il territorio provinciale, tipiche della macchia mediterranea.
Tra i prodotti locali di grande pregio c'è sicuramente l'olio di oliva base e condimento delle maggiori ricette della gastronomia spezzina. Nella tabella successiva troverete alcuni tra i piatti tipici della provincia.
Le produzioni tipiche della provincia sono lo zucchino alberello di Sarzana, le patate di Pignone, la fagiolana di Torza, il fagiolo cenerino di Pignone, il fagiolo lumè di Pignone, il fagiolo di Mangia, il susino dal collo storto, lo zafferano di Campiglia, l'oliva razzola, l'oliva castelnovina, la mela Carlona, la mela Belfiore, la mela Beverino, il cavolo nero della Val di Vara, la castagna bodrasca, la castagna chiavarina, la castagna carpinese.
La provincia ha predisposto alcuni importanti progetti di valorizzazione delle orticole patate e fagioli di Pignone e sulla farina di castagne, è in corso un progetto su recupero del Pisello Nero di L'Ago per il quale è prevista al costituzione del presidio Slowfood.
| Antipasti                  | Primi piatti            | Secondi piatti                                                      | Prodotti da forno | Dolci               |
| -------------------------- | ----------------------- | ------------------------------------------------------------------- | --- | ------------------- |
| Acciughe in salamoia       | Mescciüa                | Muscoli (ripieni o alla marinara)                                   | Focaccia | Torta di riso dolce |
| Pomodori secchi            | Pasta al pesto          | Panigacci e testaroli (con salumi e formaggi)                       | Farinata | Frittelle dolci     |
| Funghi e verdure sott'olio | Pastasciutta di muscoli | Fiori di zucca (fritti in pastella, ripieni)                        | Pane di castagne | Spongata            |
| Sgabei                     | Testaroli bolliti       | Pesce al forno (orata, gallinella e altre specie tipiche del golfo) | Torte salate (verdura e riso): Scherpada di Ponzano superiore Stirpada di Calice al Cornoviglio Scarpazza di Sarzana | Pattona             |
|                            | Muscoli alla spezzina   | Frittelle di bianchetti (gianchetti)                                | | Castagnaccio        |
|                            | Zuppa di datteri        | Stoccafisso e baccalà (in umido, con patate, bollito)               | |                     |

### Vini
La provincia della Spezia ha nel suo territorio un'antica tradizione vinicola, rappresenta da sola più del 50% delle produzioni della regione Liguria.
Sono tre le denominazioni di origine controllata: "5 terre", "colli di Luni", "colline di Levanto", e un Igt che copre l'intero territorio provinciale.
È il vermentino il vitigno caratterizzante di tutti i vini dello spezzino, vinificato insieme alle uve bosco, abarola a seconda dei diversi disciplinari.

## Economia
L'eterogeneità territoriale della provincia si ripercuote sugli aspetti economici e lo sviluppo di talune attività produttive è legato al territorio; la diversificazione della produttività della provincia spezzina è da ricercarsi negli aspetti geomorfologico e storici del territorio.
Al 2023, La Spezia è la prima provincia italiana per numero di imprese che operano nel comparto dell'economia blu (3880) e la terza per numero di occupati nel settore (12.183).

### Agricoltura, allevamento ed industria

#### Produzioni agricole

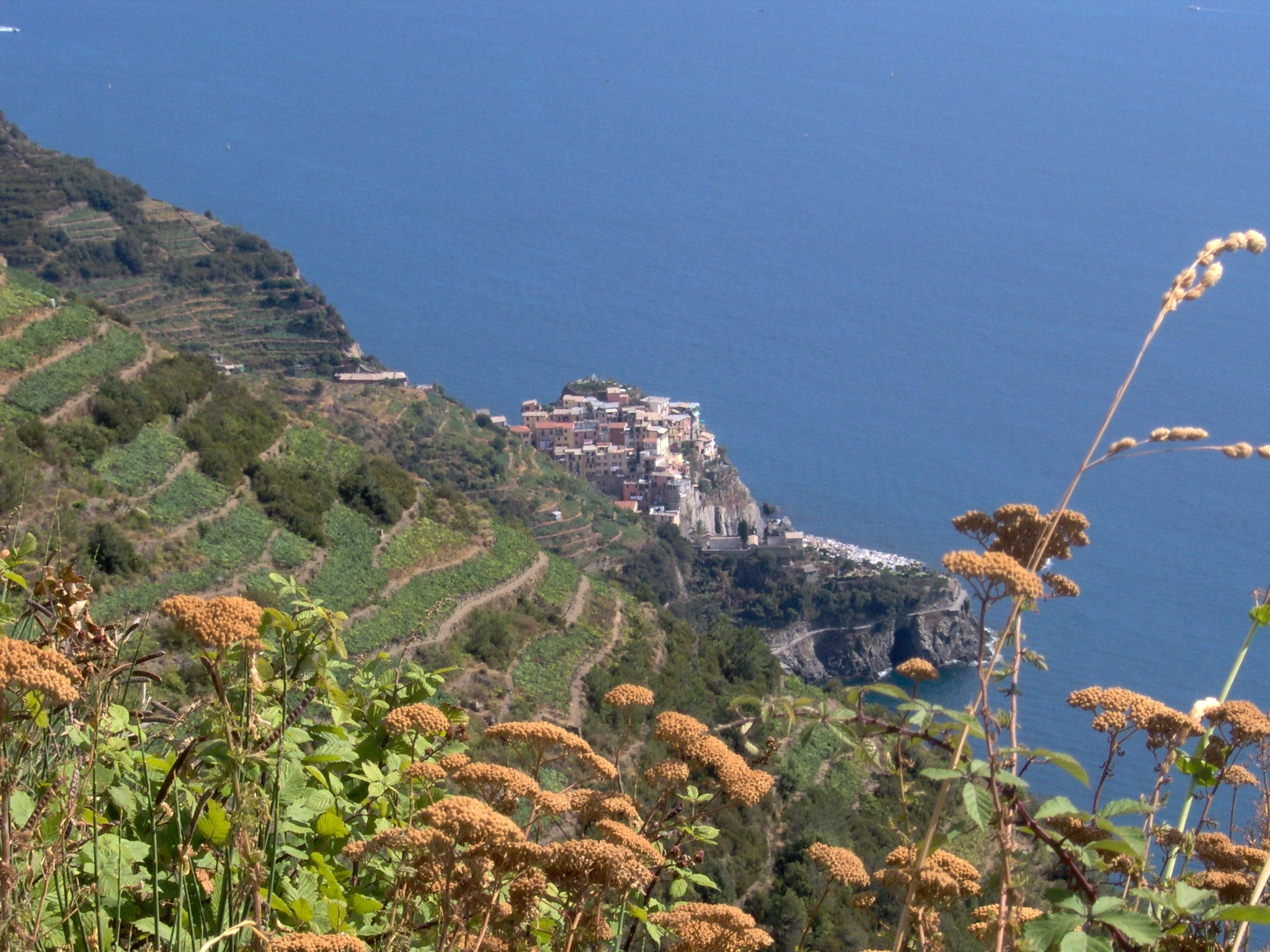
Viticoltura sui terrazzamenti delle Cinque Terre

L'agricoltura spezzina trova sviluppo soprattutto nell'entroterra e nelle zone adiacenti ai due fiumi. L'opera di antropizzazione del territorio ligure ha tuttavia permesso di coltivare anche le terre più impervie; è il caso delle Cinque Terre, dove si è sviluppata l'arte di costruzione dei muri a secco, grazie ai quali si è costituito il tipico terrazzamento ligure, base delle coltivazioni rivierasche.
Significativo è l'esempio che fornisce il distretto della Val di Vara, in cui si è potenziata la pratica di agricoltura biologica, fino a divenire la quasi totalità della produzione locale, tanto da conferire l'appellativo di "Valle del Biologico". Qui è molto fiorente la zootecnica, con l'allevamento bovino al pascolo sia da carne che da latte.
Da alcuni anni alcune aziende del territorio si sono specializzate nella produzione di latte a crudo, non pastorizzato, ciò è possibile grazie ai controlli che vengono effettuati a garanzia del consumatore, le proteine del latte non pastorizzato garantendo al prodotto un valore nutrizionale altissimo.
Le valli di Pignone e del Casale sono note per le orticole, per i fagioli cenerini, le patate e il granoturco dall'asciutto, che grazie ad un progetto della Provincia e dell'azienda sperimentale hanno raggiunto una consistente quota di mercato. Di grande importanza ma di minor quantità la fagiolana di Torza, il fagiolo di Mangia, il pisello nero di Lago e lo zucchino alberello di Sarzana.
La castagna rappresenta un'opportunità per la forte presenza di castagneti da frutto e, per bontà della farina, frutto di miscela tra varietà differenti e di antiche tecniche di essiccazione, la provincia, attraverso progetti finanziati dalla Comunità Europea, ha predisposto infatti le procedure per raggiungere la D.O.P. della farina di castagne della Val di Vara.
L'agricoltura quindi prevede per la maggior parte una produzione ortofrutticola (tradizionale e biologica), ed è la prima provincia ligure per produzione vinicola rappresentando da sola quasi la metà di tutto il prodotto regionale. I principali vitigni sono sangiovese, ciliegiolo e canaiolo nero pollera nera per le uve nere, bosco, albarola, trebbiano e vermentino per le uve bianche. Il territorio collinare è quasi interamente dedicato all'olivicoltura, ma molti sono gli alberi da frutta di varietà antichissime tra cui i celebri limoni di Monterosso il pesco birindello e la susina dal collo storto.

#### Pesca ed allevamento

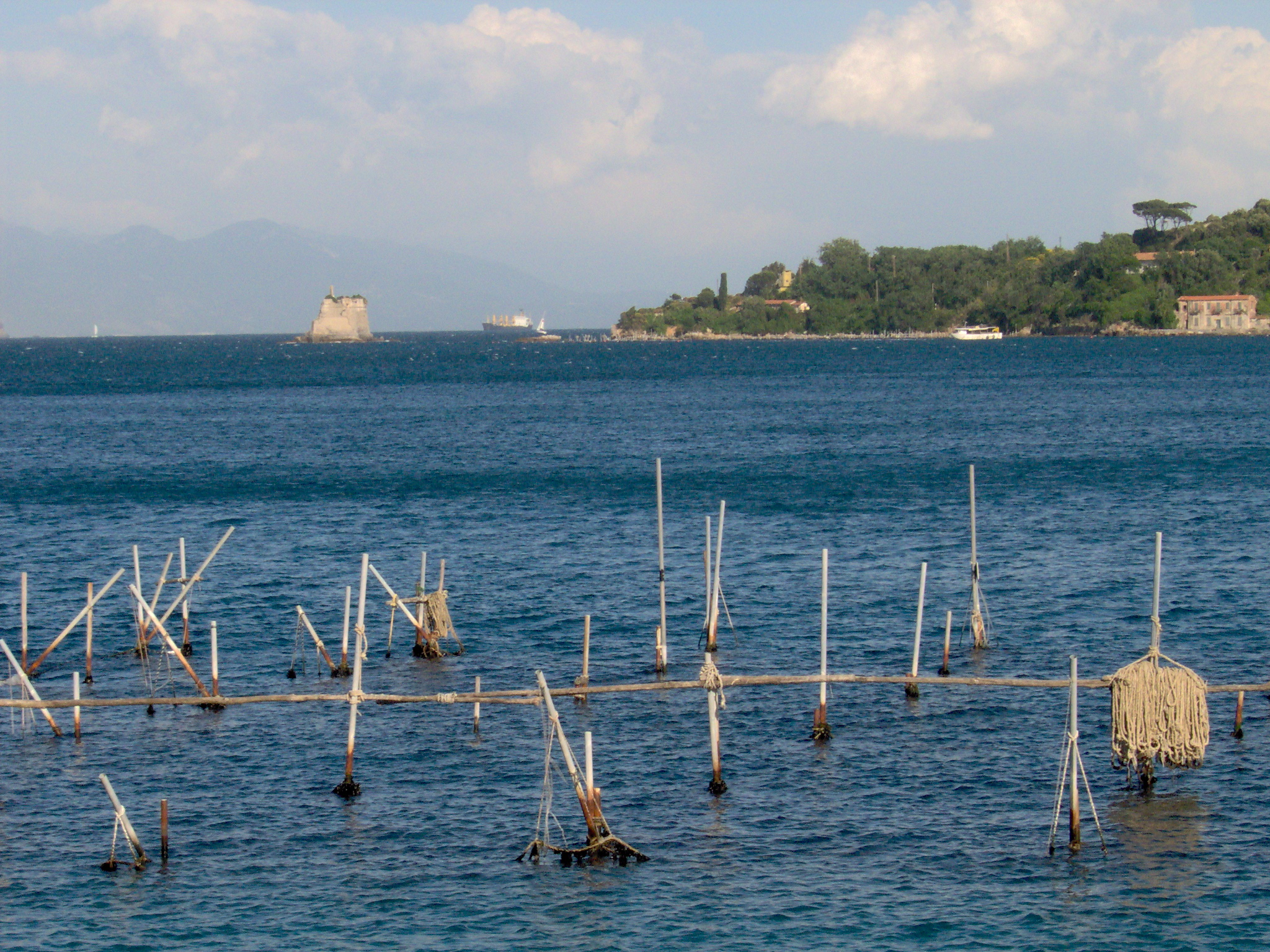
Vivai di mitili tra Portovenere e l'isola Palmaria

L'attività della pesca è antica e radicata soprattutto nei borghi marinari. Nel capoluogo si svolge tuttora e giornalmente il mercato del pesce, nella Piazza Cavour meglio conosciuta come "Piazza del Mercato".
Ad oggi è sviluppata anche l'attività di allevamento ittico, praticata soprattutto a ridosso della costa orientale del golfo, nei pressi delle zone di Cadimare, Fezzano e Varignano, dove si allevano prevalentemente orate e spigole.
Estremamente importante l'attività di mitilicoltura, effettuata in vivai situati nei pressi della diga foranea, a Portovenere ed alla Palmaria. I vivai sono costituiti da un reticolo di pali, un tempo in legno ed oggi in acciaio zincato, collegati con delle funi di nylon che costituiscono il reticolo delle ventie, appese alle quali vengono poste corde dette pergolari, o reste, a tre trefoli intrecciati insieme alla sementa del mitilo con il cosiddetto innesto a lampione. Attualmente le reste in corda sono sostituite da reti di plastica a calza tubolare, a maglie più o meno grosse a seconda della misura del mitilo, più comunemente detto "muscolo" nella provincia spezzina e in Liguria in genere.
Per quanto riguarda l'attività di allevamento animale, la maggior parte è destinata ad allevamento avicolo, il gallo nero gigante della Val di Vara è una razza selezionata negli anni trenta e che è stata recuperata negli ultimi anni, seguito da specie ovine e bovine. Alla provincia spezzina spetta il lusinghiero primato della superficie destinata ad allevamento biologico (superiore a 1000 ettari).

#### Approvvigionamento idrico

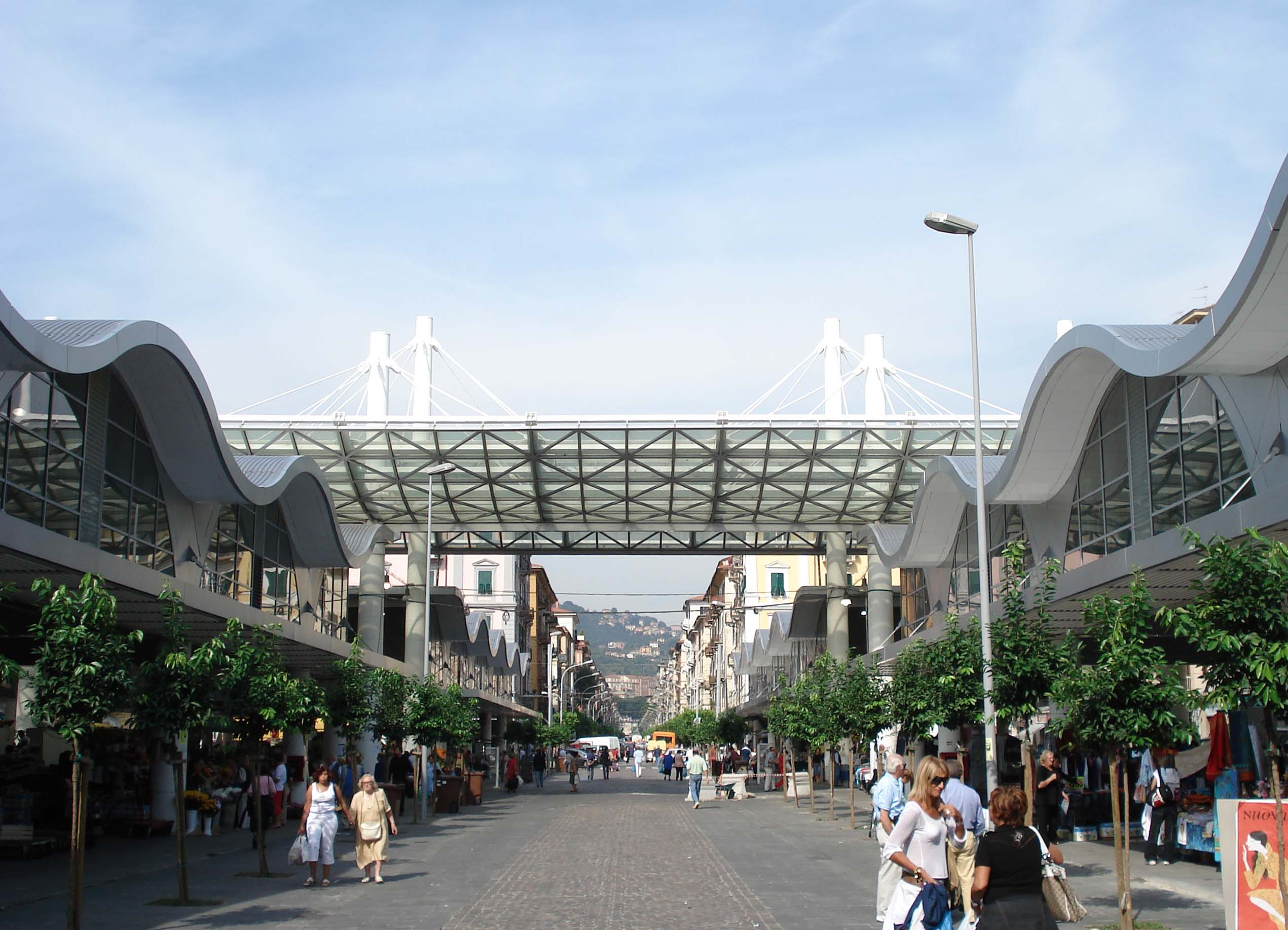
Piazza del Mercato alla Spezia

Secondo le recenti stime, il fabbisogno idrico della provincia è reperito le seguenti risorse e con la seguente quota:
| Risorsa idrica Tipologia | Totale Regione mc/anno | Totale Provincia mc/anno | % su Totale Reg. % |
| ------------------------ | ---------------------- | ------------------------ | ------------------ |
| Sorgenti                 | 44.076.907             | 3.482.076                | 7,90               |
| Falda drenante           | 900.000                | 0                        | 0,00               |
| Bacini                   | 63.943.799             | 0                        | 0,00               |
| Fiumi                    | 41.664.743             | 374.983                  | 0,90               |
| Pozzi                    | 86.238.911             | 64.592.944               | 74,90              |
| Risorse extraregionali   | 7.342.427              | 1.196.816                | 16,30              |
| Totale                   | 244.166.787            | 69.646.818               | 28,52              |

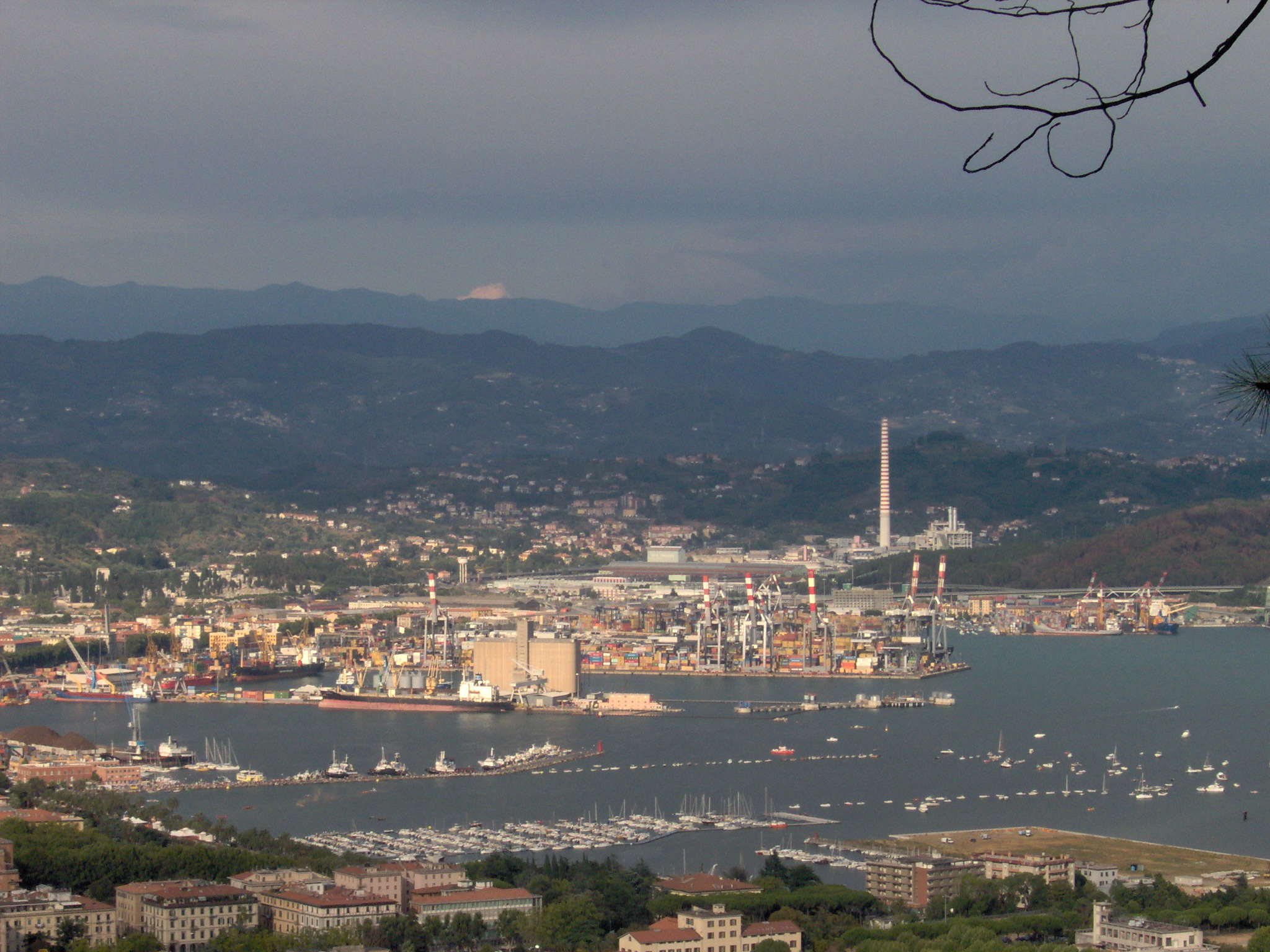
Il porto mercantile

Si noti come la maggior parte degli approvvigionamenti provenga da pozzi e sorgenti, ad indicare la particolare ricchezza di falde sotterranee (non drenanti) di cui è dotato il territorio.
La qualità e la potabilità dell'acqua di tale provenienza è costantemente monitorata (ASL, ARPAL).

### Industria
L'industria spezzina si è sviluppata principalmente in funzione delle esigenze del settore militare. Solo negli ultimi anni c'è stato il tentativo di riconvertire parte delle officine preposte a supporto dell'arsenale militare, come nel caso della neonata industria cantieristica da diporto.
Le maggiori imprese presenti sul territorio sono: l'O.T.O. Melara produttrice di armamenti, la Termomeccanica, industria metalmeccanica, la Fincantieri (Cantiere navale del Muggiano), nel settore navale.

### Energia

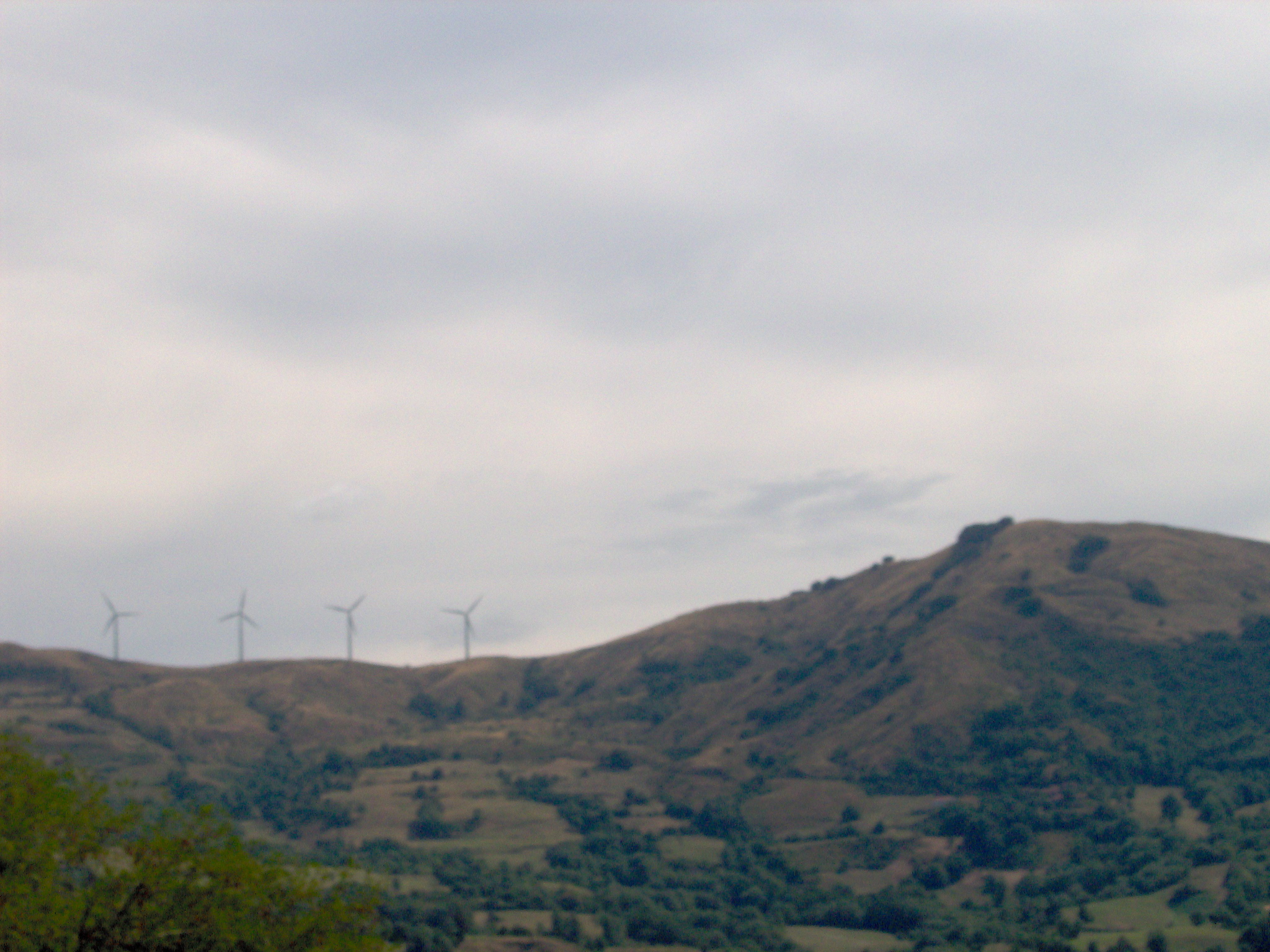
Pale eoliche a Varese Ligure

Il territorio spezzino è dotato di tre impianti di produzione di energia elettrica:
- la centrale termoelettrica Enel "Eugenio Montale" in località Valdilocchi alla Spezia;
- la centrale eolica di Varese Ligure[13], con l'impianto eolico posto sul crinale appenninico in prossimità del Colle di Centocroci;
- la centrale idroelettrica in località Ponte Margherita nel comune di Sesta Godano.

Sul Golfo della Spezia si affaccia il primo impianto di rigassificazione del GNL realizzato in Italia, il Rigassificatore di Panigaglia; si tratta di un impianto con una capacità di 2 Gm³/anno, situato in una baia sulla costa ponentina del golfo, nel territorio comunale di Portovenere.

### L'Arsenale militare
L'Arsenale Militare Marittimo della Spezia è una delle più importanti e antiche basi della Marina Militare. Si trova nella zona centro-occidentale del Golfo della Spezia, nelle immediate adiacenze del centro storico della città della Spezia.

### Turismo
Il territorio spezzino gode di un'ampia varietà di proposte, cresciuto in maniera esponenziale nel corso degli ultimi anni in termini di presenze e di strutture soprattutto extralberghiere rappresenta oggi il motore dell'intera regione Liguria. È principalmente un turismo esperienziale e culturale, basato su siti unici riconosciuti dall'UNESCO come patrimonio mondiale dell'umanità o tutelati dalla rete natura 2000, L'organizzazione culturale si esplicita nel sistema museale che ha al suo centro il museo Museo Lia, le chiese, i castelli e le fortificazioni, ma la rete dei sentieri, palestre di roccia sono la base del turismo ambientale, che vanta una rete escursionistica unica in Europa per le sue zone panoramiche, terra di cerniera ha eccellenze enogastronomiche, fruibili nei moltissimi agriturismi sparsi nel territorio, in cui la cucina ligure incontra quella Toscana e quella emiliana. Il turismo balneare è considerato ancora oggi quello prevalente nel periodo estivo con ben due Bandiere Blu il comune di Lerici e di Portovenere e la riserva marina della Palmaria e delle Cinque Terre.

#### Il capoluogo
Nei primi decenni dell'Ottocento sull'onda del sogno napoleonico, sorgono i giardini pubblici, vero fiore all'occhiello della città che ospita al suo interno il palco della musica, vero gioiello liberty prospiciente il palazzo Doria sulla via Chiodo e l'ampio giardino sempreverde con piante rare e decorative. Nelle aiuole sono collocate i busti degli spezzini illustri. 

I primi giardini sono stati notevolmente ampliati sul fronte al mare nella seconda metà del XIX secolo e costituiscono l'anticamera della passeggiata a mare, suggestivo affaccio sul Golfo dei Poeti coronato dalle Alpi Apuane e dalle colline che scendono dolci sul mare.
La Spezia offre un'ampia gamma di mete turistiche; la città è centro di transito dei servizi di collegamento marittimo con le località balneari e turistiche della Riviera e del Golfo, centro di commercio e di cultura, circondata da colline i cui borghi offrono vaste disponibilità alberghiere.

#### Le vallate
La natura tipicamente agricola dell'entroterra ha fatto sì che si sviluppassero strutture ricettive a conduzione familiare, come piccole locande, agriturismi o bed and breakfast.
Le comunità della vallata del Vara sostengono il turismo a contatto con la natura, grazie ai paesaggi incontaminati e ricchi di bellezze naturali. Il fiume stesso offre possibilità turistiche e sportive, con la pratica della canoa, del rafting e della pesca. Un esempio di convivenza tra natura, sviluppo sostenibile e uomo è la comunità di Varese Ligure, primo comune europeo ad ottenere la certificazione ISO-14001 sull'ambiente.
Suggestivi sono i piccoli borghi sparsi sulle alture intorno a Brugnato, Borghetto Vara è Varese Ligure. 

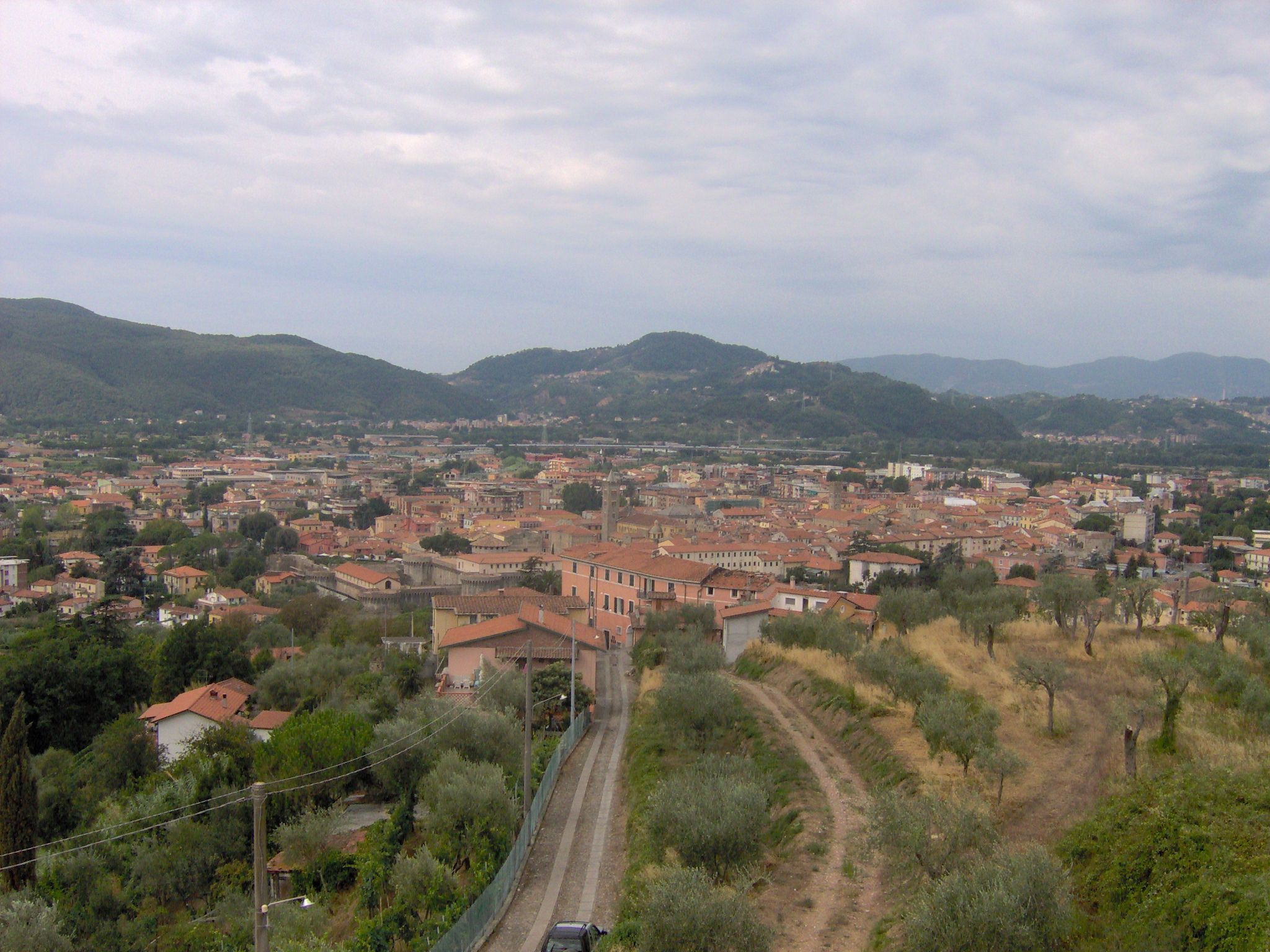
Panorama della piana di Sarzana

Sarzana, con più di 20 000 abitanti, è la seconda città della provincia e centro della Val di Magra; il suo borgo antico, così come le sue frazioni, è ricco di tesori storico-artistici come la cattedrale di S. Maria Assunta, la pieve di Sant'Andrea, la fortezza di Sarzanello e la cittadella Firmafede. Oltre alle ricchezze artistiche, Sarzana risulta essere anche un fervente centro culturale, tra cui si ricordano le rassegne di Sarzana Dantesca, Sconfinando e il Festival della mente. Tuttavia, tutta la zona contigua al Parco naturale regionale di Montemarcello-Magra, dispone di un importante apparato recettivo.
Grande importanza risultano avere sia la rete di agriturismi e di produzioni vinicole delle colline lunensi, sia la bellezza medievale dei borghi collinari di Castelnuovo Magra, Ortonovo e Nicola (frazioni del comune di Luni), Arcola, Trebiano, Montemarcello, Vezzano Ligure, Ameglia.
Particolarmente interessante è anche la zona archeologica dell'antica città romana di Luni, nonché il sito che ospita i resti del castello della Brina (a Sarzana) e alcune rovine romane presenti nel comune di Ameglia.

#### Il mare
Il mare è sicuramente una presenza fondamentale nell'aspetto turistico del territorio spezzino, e la vita stessa di parte del territorio è scandita dalla presenza del mare.
Il turismo spezzino fa sicuramente riferimento alle Cinque Terre, così come alle località che si affacciano sul Golfo.
Servizi di traghetto e motonave trasportano i turisti dal capoluogo alle località di Portovenere, Lerici e alle Cinque Terre, che sono anche importanti borghi storici di notevole pregio artistico e paesaggistico.
L'accesso al mare è offerto anche da un sistema di stabilimenti balneari che ricoprono tutto il litorale sabbioso tirrenico che ricade nella provincia della Spezia, in particolare nel territorio di Sarzana e Ameglia, con le spiagge di Marinella e di Fiumaretta. Vi sono anche altre località che forniscono un accesso balneare, come la Baia dell'Angelo, Punta Corvo e Punta Bianca nel territorio amegliese, tutto il litorale lericino con le spiagge di Fiascherino, dell'Eco del Mare, del Castello, della Venere Azzurra, della Baia Blu e di San Terenzo, e infine Portovenere con la spiaggia degli Ulivi.

## Infrastrutture e trasporti

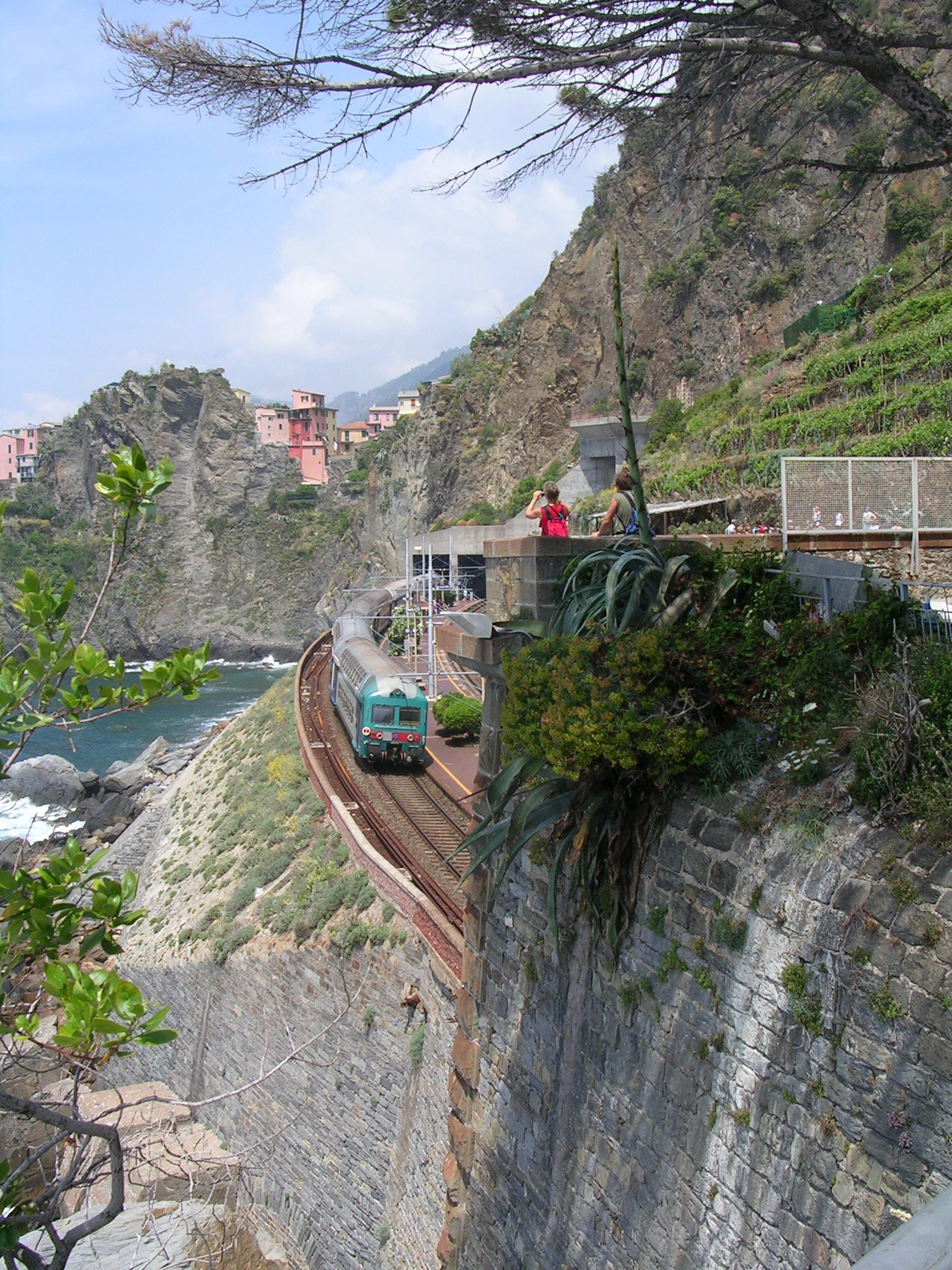
La linea ferroviaria litoranea

### Strade

#### Autostrade
La provincia è attraversata da due direttrici autostradali:
- l'A15 detta autocamionale della Cisa, collega la provincia con Parma e quindi con l'allacciamento all'A1;
- l'A12 che collega il territorio spezzino con Genova e con Livorno.

Le due direttrici si incrociano in un nodo autostradale presso Santo Stefano di Magra, che è anche punto d'arrivo di un piccolo raccordo tangenziale che collega il capoluogo con il nodo autostradale stesso.

#### Strade statali e provinciali
La rete stradale principale del territorio è costituita, in virtù della natura orografica montagnosa, in prevalenza da strade difficili e impervie. Lo sviluppo complessivo della rete provinciale ammonta a 220,602 km.
Strade statali
- SS 1 Via Aurelia
- SS 62 della Cisa

Strade provinciali
- SP 2 Foce d'Agneta - Pignona - Antessio - Casa Maestra
- SP 3 Sesta Godano - Foce d'Agneta - Foce del Rastrello
- SP 4 Scogna - Santa Maria di Scogna - Valgiuncata
- SP 5 Rocchetta di Vara - Foce d'Agneta
- SP 6 Casoni - Molino Rotato - Pieve di Zignago
- SP 7 Brugnato - Suvero - Casoni
- SP 8 Martinello - Calice al Cornoviglio - Bivio Suvero
- SP 9 San Remigio - Colla - Gambella - Ponte Usurana
- SP 10 della Val di Vara, da Piano di Valeriano a Padivarma
- SP 11 Ceparana - Bolano - Tirolo
- SP 12 Circonvallazione di Bolano
- SP 13 Ceparana - Ri - Piano di Madrignano
- SP 14 Bastremoli - Tivegna - Piè di Costa
- SP 15 Pian di Follo - Foce di Marinasco
- SP 16 Buonviaggio - Vezzano Ligure - Fornola
- SP 17 Beverino - Bivio Aurelia (presso San Benedetto)
- SP 18 Beverino - Castello di Beverino - Padivarma
- SP 19 Termo della Spezia - Arcola - Aurelia (presso Ponte di Arcola)
- SP 20 Piano di Madrignano - Castello di Madrignano - Nasso - Calice al Cornoviglio
- SP 21 Sarzana - Marinella
- SP 22 Via Alta di Sarzana, da San Lazzaro ai Falaschi
- SP 23 di Castelnuovo Magra, da San Lazzaro a Vallecchia
- SP 24 di Ortonovo, da Dogana a Ortonovo
- SP 25 Sesta Godano - Orneto
- SP 26 Maralunga a Tellaro
- SP 27 Molunghi - Nove Fontane
- SP 28 Pugliola - Barcola - Serra di Lerici - Montemarcello - Ameglia - Bivio Ameglia
- SP 29 Montemarcello - Bocca di Magra - Ponte sul Magra
- SP 30 San Bernardino - Corniglia
- SP 31 La Ripa, da Fornola a Bottagna
- SP 32 Litoranea, da Riomaggiore a La Spezia
- SP 33 Boccapignone - Memola - Pignone Pignone
- SP 34 Pignone - Casale - Borghetto di Vara
- SP 35 Ponte Sant'Antonio - Cassana - Ressadora
- SP 38 Pian di Barca - Pignone - Colle di Gritta - Monterosso al Mare
- SP 39 Scernio - Bonassola
- SP 40 Bivio Baracca - Deiva Marina
- SP 41 Castagnola - Framura
- SP 42 Bivio di Levanto - Bivio di Framura
- SP 43 Levanto - Litoranea
- SP 44 Carrodano - Aurelia
- SP 45 Aurelia - Carrodano Superiore - Foce di Mattarana
- SP 46 Mattarana - Ziona - Bivio di Carro
- SP 47 Collegamento Foce del Prato - Castello di Carro - Carro
- SP 48 Mola - Pera - Salino
- SP 49 Varese Ligure - Cassego - Malanotte
- SP 50 Ponte Santa Margherita - Carro - Lavaggini
- SP 51 dei Santuari, dal bivio di Manarola alla Colla del Termine
- SP 52 Ponte Rollino - Maissana - Torza
- SP 53 Matti - Bivio Maissana - Santa Maria di Lagorara
- SP 55 San Pietro Vara - Salterana - Tavarone
- SP 56 Ossegna - Colli di Valletti - Ponte Parano
- SP 57 Comuneglia - Codivara - Passo della Biscia
- SP 58 Schiappacasse - Caranza - Cappelletta
- SP 60 Veppo - Beverone - Cavanella
- SP 61 Vernazza - San Bernardino - Fornacchi
- SP 63 Drignana - Reggio - Vernazza
- SP 64 Baracca - Levanto
- SP 65 Piazza - Casello A12 Deiva Marina - Case Marcone
- SP 330 di Buonviaggio, da La Spezia a Ceparana
- SP 331 di Lerici, da La Spezia a Romito Magra
- SP 370 dir. A, per l'abitato di Manarola
- SP 370 dir. B, per l'abitato di Monterosso al Mare
- SP 432 della Bocca di Magra, da Marinella a Romito Magra
- SP 523 del Colle di Cento Croci, dalle Cento Croci a Torza
- SP 530 di Portovenere, da La Spezia a Portovenere
- SP 566 di Val di Vara, da Brugnato a Varese Ligure
- SP 566 di Val di Vara Dir., da Ca' di Vara a Levanto

Fra i progetti di sviluppo viario che sono oggetto di dibattito, si ricordano: l'ultimazione della Variante Aurelia, il ponte Santo Stefano-Ceparana, la seconda corsia della Statale della Cisa tra Santo Stefano e Sarzana, il collegamento Muggiano-Ressora, che evita il centro abitato di San Terenzo, la galleria che unisce Golfo e Val di Vara, con uscita a Piano di Valeriano. il 19 ottobre 2023 la Confindustria locale ha presentato uno studio di settore che prevede la realizzazione di 24 progetti nell'arco di 10 anni per un valore di svariati miliardi di euro, il 74% dei quali è a complessità medio-alta, e che dovrebbero avere un effetto moltiplicatore del PIL locale compreso tra 1.8 e 2 rispetto al 2019, per un valore oscillante tra i 5.2 e i 6.5 miliardi di euro.

### Ferrovie
Le linee ferroviarie presenti sul territorio sono essenzialmente due:
- la linea Parma-La Spezia detta Pontremolese;
- la linea Genova-Pisa detta Tirrenica settentrionale.

Le due linee ferroviarie si congiungono, in entrambe le direzioni di marcia, tra Vezzano Ligure ed Arcola. Vi è anche un collegamento a binario unico tra Sarzana e Santo Stefano di Magra che dal 2003 non è più in esercizio.
Vi è inoltre un raccordo ferroviario che collega le linee suddette con il porto mercantile della Spezia, facilitando così le operazioni di carico, scarico ed inoltro delle merci (in particolare container).

### Porti ed aeroporti
Lo scalo marittimo principale è naturalmente quello del capoluogo provinciale, sede dell'Arsenale militare e importante porto turistico e industriale. 
Altri porticcioli turistici sono quelli di Lerici, Portovenere, Bocca di Magra, Sarzana (Marina 3B), Levanto e quelli delle Cinque Terre.
Nel comune di Sarzana, in località San Lazzaro, è presente l'Aeroporto di Sarzana-Luni, utilizzato sia per scopi militari dalla Marina Militare Italiana e dalla Guardia Costiera, sia per scopi civili (è presente un aeroclub).
Gli aeroporti civili più vicini al territorio provinciale sono il "Cristoforo Colombo" di Genova, il "Galileo Galilei" di Pisa e il "Giuseppe Verdi" di Parma.

## Ecologia

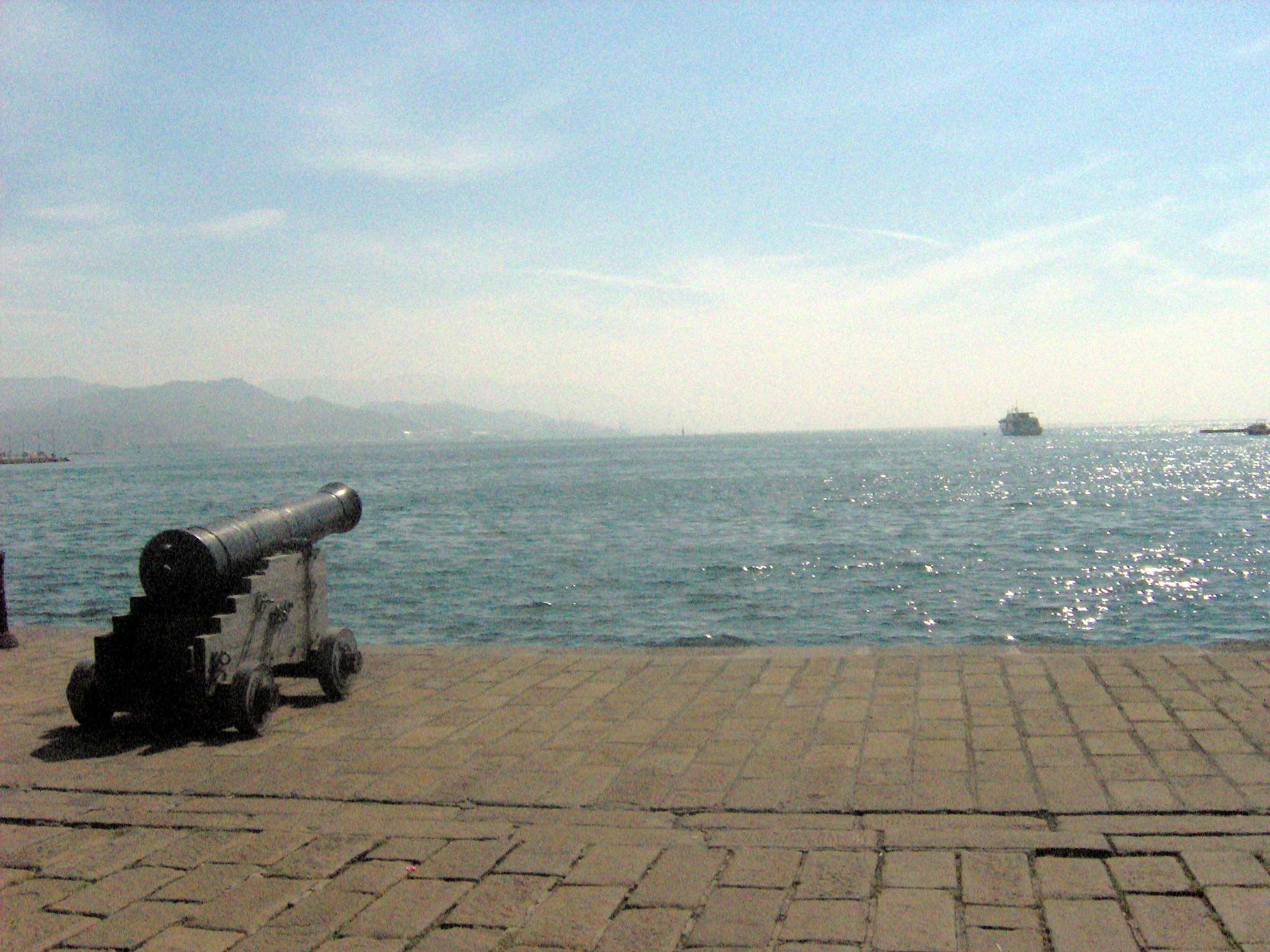
Lungomare Passeggiata Morin alla Spezia

### Tutela e salvaguardia dell'ambiente
Gli aspetti ecologici del territorio spezzino sono piuttosto importanti: da un lato la grande ricchezza di patrimonio naturale, dall'altro il delicato equilibrio che spesso si crea tra antropizzazione e ambiente.
Varese Ligure è il primo Comune in Europa che ha ottenuto la certificazione ambientale ISO-14001, rilasciata dal Rina (Registro navale italiano) e la registrazione EMAS da parte del Comitato Ecolabel-Ecoaudit che hanno accertato significativi processi di efficienza ambientale, hanno verificato l'assenza di agenti inquinanti (ossido di carbonio, inquinamento acustico ed elettromagnetico), hanno garantito la qualità dei servizi urbani (gestione dei rifiuti, trattamento delle acque, servizi alle imprese, trasporti, tutela del paesaggio) ed hanno riconosciuto la valenza turistica del territorio. Comprova è la costruzione di una centrale eolica da 3 GigaWatt/h.
Altri comuni del territorio stanno approntando gli adempimenti per la certificazione ISO-14001.
Nel corso del 2006, inoltre, è stata assegnata la Bandiera blu a Lerici per la qualità delle spiagge e alla Spezia per l'attracco turistico.
Nel 1997, l'UNESCO ha ritenuto di dichiarare patrimonio dell'umanità, la Palmaria, il Tino, il Tinetto, Portovenere e le Cinque Terre.

### Criticità
Nella provincia della Spezia non mancano alcuni esempi negativi che inducono a tenere alta l'attenzione verso la tutela e la salvaguardia di un territorio che da secoli vive in equilibrio tra uomo e ambiente. Tali esempi sono da ricercarsi nella Raffineria di idrocarburi nella piana di Arcola, nel porto della Spezia, nell'impianto di Rigassificatore di Panigaglia che nel 2007 è stato oggetto di ipotesi di ampliamento, e in alcune discariche di rifiuti, in passato oggetto di inchieste della magistratura. Nel dicembre 2013 la rivista online Informazione Sostenibile redige LaSpeziòpoli, riadattamento del gioco Monopoly per informare sui disastri ambientali della provincia spezzina.

## Amministrazione
L'amministrazione provinciale ha sede alla Spezia in via Veneto 2 e condivide l'edificio con la Prefettura.

### Consiglio provinciale
Dal 27 luglio 2019 il presidente della provincia è il primo cittadino del capoluogo e appartenente al centro-destra.

### Comuni
Appartengono alla provincia della Spezia i seguenti 32 comuni:
- Ameglia
- Arcola
- Beverino
- Bolano
- Bonassola
- Borghetto di Vara
- Brugnato
- Calice al Cornoviglio
- Carro
- Carrodano
- Castelnuovo Magra
- Deiva Marina
- Follo
- Framura
- La Spezia
- Lerici
- Levanto
- Luni
- Maissana
- Monterosso al Mare
- Pignone
- Portovenere
- Riccò del Golfo di Spezia
- Riomaggiore
- Rocchetta di Vara
- Santo Stefano di Magra
- Sarzana
- Sesta Godano
- Varese Ligure
- Vernazza
- Vezzano Ligure
- Zignago

### Comuni più popolosi
La provincia della Spezia è stata antropizzata in modo frammentato e diffuso. Molti centri abitati sono ancora oggi a carattere rurale, costituiti da piccoli centri di aggregazioni rurali, attorno ad una piazza o ad un luogo di culto e la maggior parte dei centri abitati è situata in zone collinari o pedemontane.
Dopo decenni di polarizzazione verso il capoluogo ed i principali centri urbani, come Sarzana, solo recentemente si sta avviando un processo inverso, cioè verso le zone periferiche, le quali trovano conseguentemente nuova linfa per cercare di recuperare un ruolo di sviluppo del territorio.
Di seguito è riportata la lista dei dieci comuni della provincia ordinati per numero di abitanti al 31 dicembre 2021:
| Pos. | Stemma | Comune                 | Popolazione (ab) |
| ---- | ------ | ---------------------- | ---------------- |
| 1º   |        | La Spezia              | 92 216           |
| 2º   |        | Sarzana                | 21 611           |
| 3º   |        | Arcola                 | 10 116           |
| 4º   |        | Santo Stefano di Magra | 9 813            |
| 5º   |        | Lerici                 | 9 489            |
| 6º   |        | Castelnuovo Magra      | 8 331            |
| 7º   |        | Luni                   | 8 211            |
| 8º   |        | Bolano                 | 7 437            |
| 9º   |        | Vezzano Ligure         | 7 193            |
| 10º  |        | Follo                  | 6 136            |

Carrodano con i suoi 489 abitanti è il comune con il più basso dato di popolazione nella provincia.

### Ex Comunità montane e Unioni di comuni
Le comunità montane nel territorio provinciale spezzino (e ligure in generale) furono istituite in gran parte nel 1973 dopo il riconoscimento ufficiale delle stesse con la Legge Regionale n. 1102 del 3 dicembre 1971. Da ovest ad est dei confini provinciali nacquero quindi le seguenti entità montane: Comunità montana della Riviera Spezzina, Comunità montana Val di Vara, Comunità montana dell'Alta Val di Vara e Comunità montana della Media e Bassa Val di Vara.
Con le nuove disposizioni della Legge Regionale n. 6 del 1978 la comunità montana assumeva, direttamente dalla Regione, le funzioni amministrative in materia di agricoltura, sviluppo rurale, foreste e antincendio boschivo.
Tra il 2009 e il 2010 con la disciplina di riordino delle comunità montane, regolamentate con la Legge Regionale n. 24 del 4 luglio 2008 e in vigore dal 1º gennaio 2009, si attuarono le prime sostanziali modifiche territoriali e dei requisiti di riferimento con le conseguenti soppressioni e/o accorpamenti degli enti montani.
Conseguentemente alla legge finanziaria statale del 2011 tutte le comunità montane provinciali e regionali sono state definitivamente cancellate (la Liguria è stata la seconda regione d'Italia ad attuare tale provvedimento dopo l'analoga iniziativa della capofila Sardegna) con la Legge Regionale n. 23 del 29 dicembre 2010 e in vigore dal 1º maggio 2011.
Nel 2014 sono nate tre Unioni di comuni all'interno del territorio provinciale: Unione dei comuni Cinque Terre-Riviera, Unione dei comuni della Val di Vara, Unione dei comuni delle Terre Verticali che tra il 2017 e il 2020 sono state sciolte e definitivamente soppresse.

## Sport

### Calcio

La formazione dei VV.FF. Spezia campione della Divisione Nazionale 1944

La principale società calcistica della provincia è lo Spezia, che milita in Serie B. Nel suo albo d'oro può vantare un titolo onorifico nazionale (riconosciuto dalla FIGC nel 2002) grazie alla vittoria del Campionato Alta Italia del 1944, l'unico torneo ufficiale disputato in Italia quell'anno. Disputa le proprie partite interne nello stadio intitolato ad Alberto Picco, giocatore e capitano della squadra che segnò la prima rete nello stadio stesso.
Nel territorio provinciale la seconda società calcistica per tradizione sportiva è stata la Sarzanese, che ha disputato in passato la Serie C e dal 2020 non è più attiva.

### Ciclismo

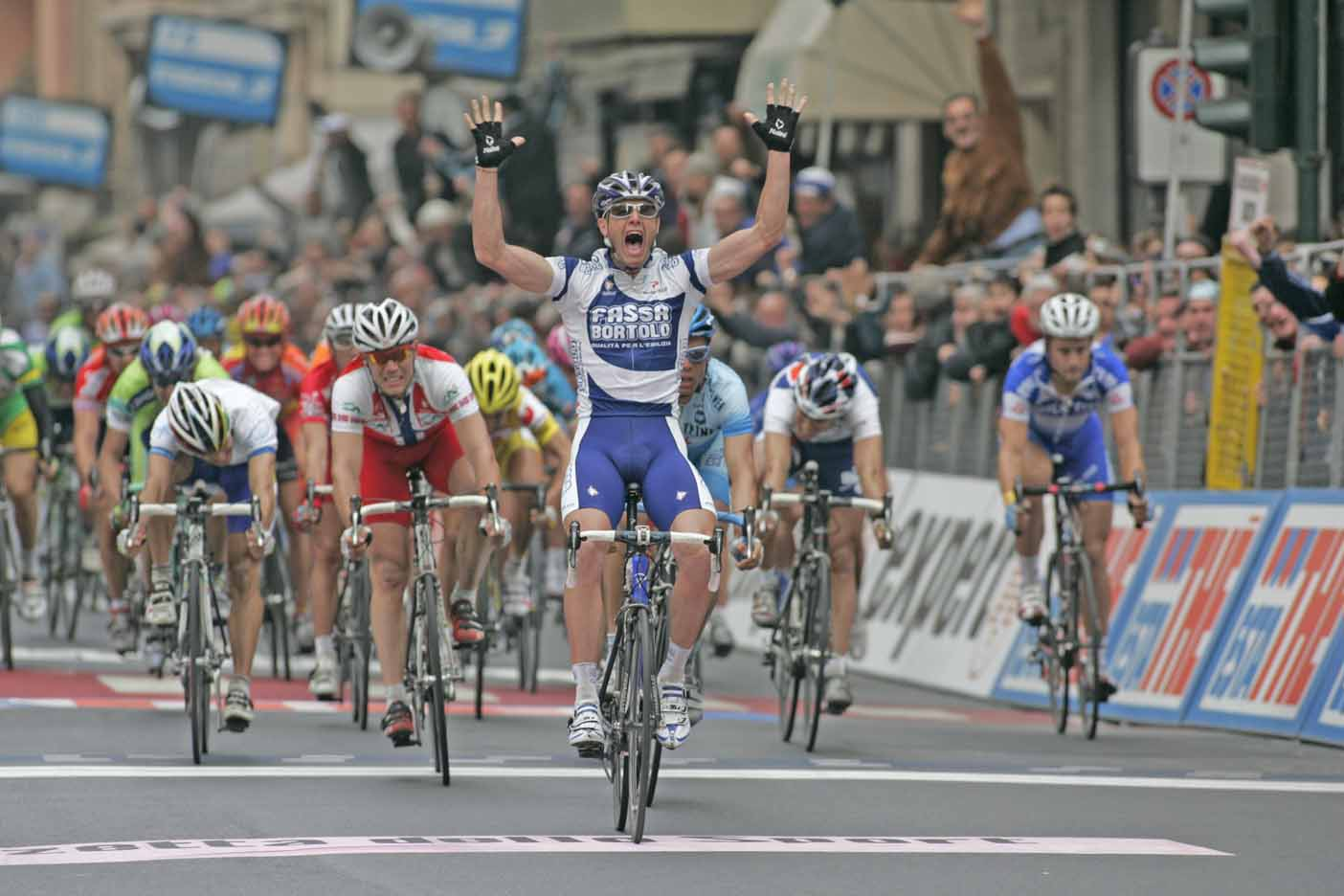
Alessandro Petacchi vince la Milano-San Remo nel 2005

Numerosi ciclisti professionisti sono originari della provincia, tra cui Alessandro Petacchi, vincitore complessivamente di 48 tappe ai grandi Giri, Massimo Podenzana, due volte Campione italiano, Graziano Battistini, Lorenzo Bernucci e Aurelio Del Rio,
Il più recente arrivo di tappa del Giro d'Italia in provincia risale al 12 maggio del 2015, nella 4ª tappa che andava da Chiavari a La Spezia, con la vittoria di Davide Formolo. La più recente partenza invece il giorno successivo nella 5ª tappa La Spezia-Abetone.
Il territorio spezzino, con quello della Provincia di Massa e Carrara e di Lucca, è annualmente protagonista di una della corse ciclistiche più prestigiose a livello giovanile (Juniores), il Giro della Lunigiana.

### Altri sport
Tra le società sportive provinciali, in Serie A2 di pallacanestro femminile milita la Spezzina.
Un atleta spezzino ha vinto la medaglia d'oro alle Olimpiadi nella ginnastica artistica: Ezio Roselli ai giochi di Anversa 1920. Marco Lucchinelli si è invece laureato Campione del mondo di motociclismo nel 1981.
Altri sportivi spezzini sono il cestista Alessandro Bencaster, il fondista Stefano Mei, il motociclista Doriano Romboni.